# 添馬艦發展工程

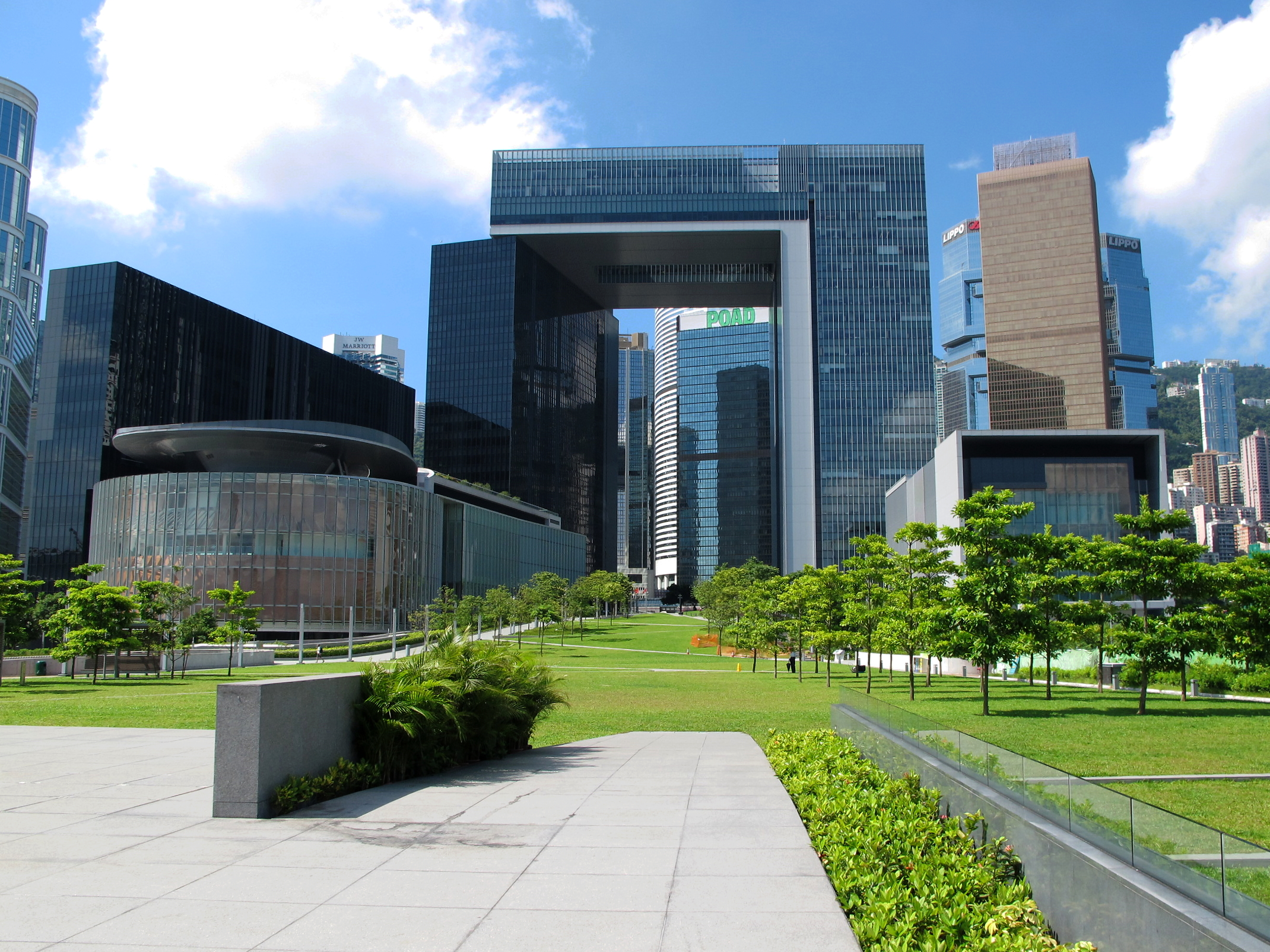
添馬艦發展工程竣工之後的外觀：
左方圓形建築為立法會綜合大樓，
中間拱門建築是政府總部，
右方建築屬行政長官辦公室，
中央庭園為添馬公園

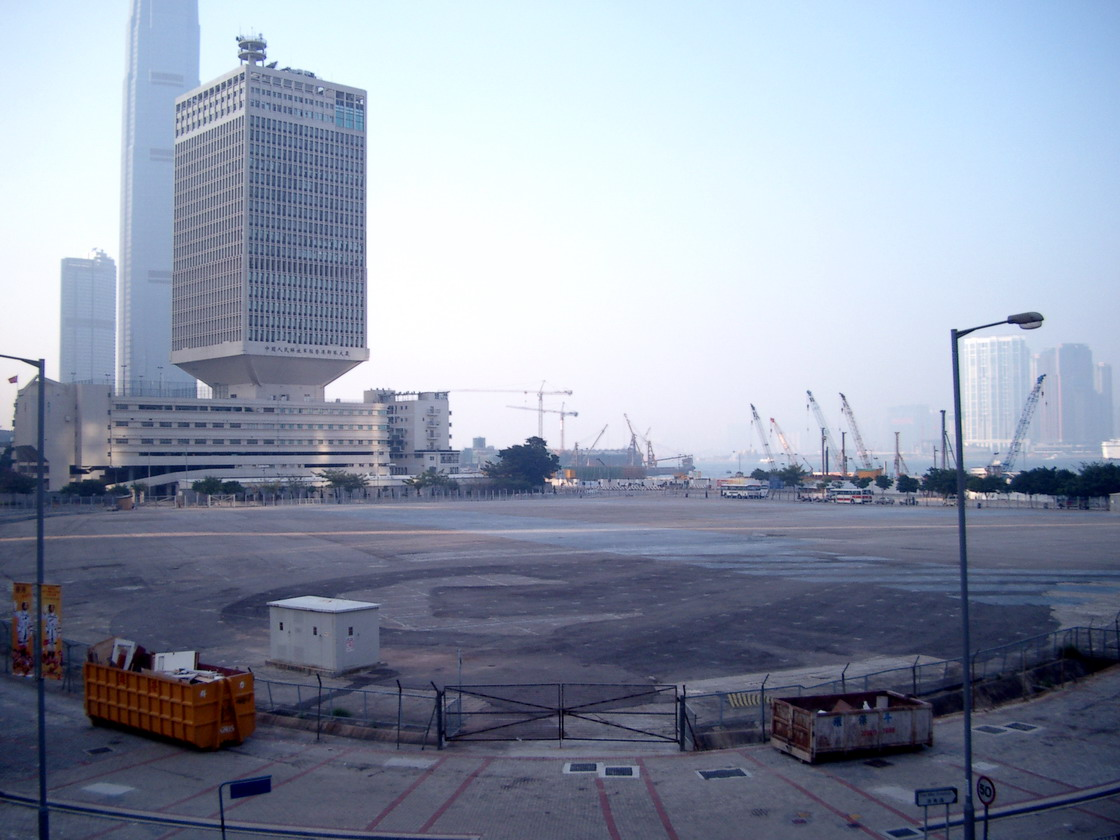
添馬艦發展工程動工之前的空地

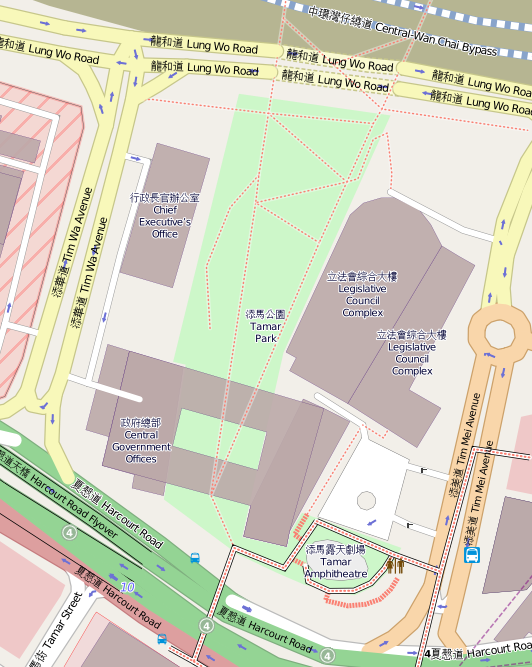
添馬艦發展工程竣工後地圖(OpenStreetMap)

添馬艦發展工程慣稱為添馬艦新政府總部，是香港政府的一項發展工程，位於香港島金鐘添馬艦的用地上，興建新的政府總部大樓、行政長官辦公大樓及立法會綜合大樓，並且附設不少於2公頃的配套休憩用地及兩座行人天橋。
計劃早於2002年提出，曾經一度擱置，後於2005年重新進行招標。2007年初，經過評審階段及諮詢香港市民意見後，於同年7月，香港政府選定承建商金門和協興建築聯合營運提交的「門常開」設計概念。工程如期進行，於2011年1月25日進行平頂儀式，原定計劃於2011年5月完成，最後延於同年8月至12月逐步啟用。

## 發展歷程
添馬艦前身曾經是駐港英軍的英國海軍基地。香港回歸前，該處軍事設施被遷往昂船洲海軍基地，然後再移交予駐港部隊使用，添馬艦地皮因此空置。
香港政府最初建議拍賣地皮以發展商業樓宇，惟1997年的亞洲金融風暴導致地價大跌，香港政府遂於1998年收回地皮。另一方面，為了解決政府總部及立法會面對的辦公室短缺問題，香港政府於同年起研究在添馬艦興建新政府總部的可能性，最終在2002年4月30日正式提交建議，預計耗資64億港元興建。然而，2003年香港政府財政出現赤字，又遇上嚴重急性呼吸系統綜合症打擊香港經濟等不明朗的因素所影響，香港政府於同年5月26日宣佈擱置工程。 
2005年年中，曾蔭權接任行政長官後，重新提出此項計劃。他在《施政報告》中提出，需要儘快恢復添馬艦新政府總部的工程，期望與此同時可以為香港建築業帶來就業機會。2006年6月23日，立法會財務委員會以40票贊成及10票反對下，以大比數通過撥款52億港元進行是項工程。支持撥款的政黨包括民建聯、民主黨及自由黨，反對的政黨則為公民黨及4位泛民主派立法會議員。

## 地理位置
「添馬」或「添馬艦」位於香港島金鐘，面臨維多利亞港。發展工程的選址佔地4.2公頃，四周分別被添美道、夏慤道、添華道及龍匯道（該處一段龍匯道已經併入工地範圍，被新興建的龍和道取代）圍繞，坐向大致坐南向北。四周建築方面，東面有中信大廈；南面有港鐵金鐘站上蓋物業海富中心及遠東金融中心；西面有解放軍駐港部隊大廈。該地昔日是駐港英軍的海軍船塢，於1990年代因為香港填海工程成為了現有的空地。添馬艦發展工程完成後，海濱地區會在中環及灣仔填海計劃之下發展成中區海濱長廊。

## 計劃內容
根據2006年公佈的資料，添馬艦發展工程包括興建3座建築物，總建築面積約136,000平方米。第一座是政府總部大樓高座，包含政務司司長辦公室、財政司司長辦公室，以及12個決策局的辦公室，樓高29至40層。第二座是政府總部大樓低座，包含行政長官辦公室，以及行政會議辦公室與多用途會議廳等設施，樓高10層。兩座政府總部大樓預算總建築面積約110,000平方米。第三座是立法會綜合大樓，包含立法會會議廳及立法會議員辦公室等設施，樓高10層，總建築面積26,000平方米。此外，工程亦包括興建不少於2公頃的公眾休憩用地，而政府總部和公眾休憩用地將以不少於10米闊的水體作分隔。
相對於2002年的資料，香港政府回應了保留香港島山脊線以及維多利亞港景色的訴求，將高度限制由180米降至不逾香港主水平基準的130至160米，即是預留了20%山脊不會受到建築物遮擋。因此，香港政府需要降低添馬艦的發展密度，將部份辦公室及原來預留給香港規劃及基建展覽館作為永久展覽館的空間從發展工程中刪除。另一方面，香港政府曾經建議將現時位於灣仔會議展覽中心新翼西北的香港回歸祖國紀念碑永久安放在政府總部前的公眾休憩用地，惟於現時的計劃中未有提及。
添馬艦發展工程預計總造價51億6,830萬港元，當中三座大樓的造價為29億5千萬港元，即平均每平方米約1.16萬港元。新政府總部預計可以容納3,270名職員辦公，其中2,710人為政策局職員。首長級人員辦公室預計面積為19平方米，文員、助理人員辦公室預計面積則為4.1平方米。整個工程於2008年2月動工，於2011年第四季竣工。

## 招標、評審及批出合約

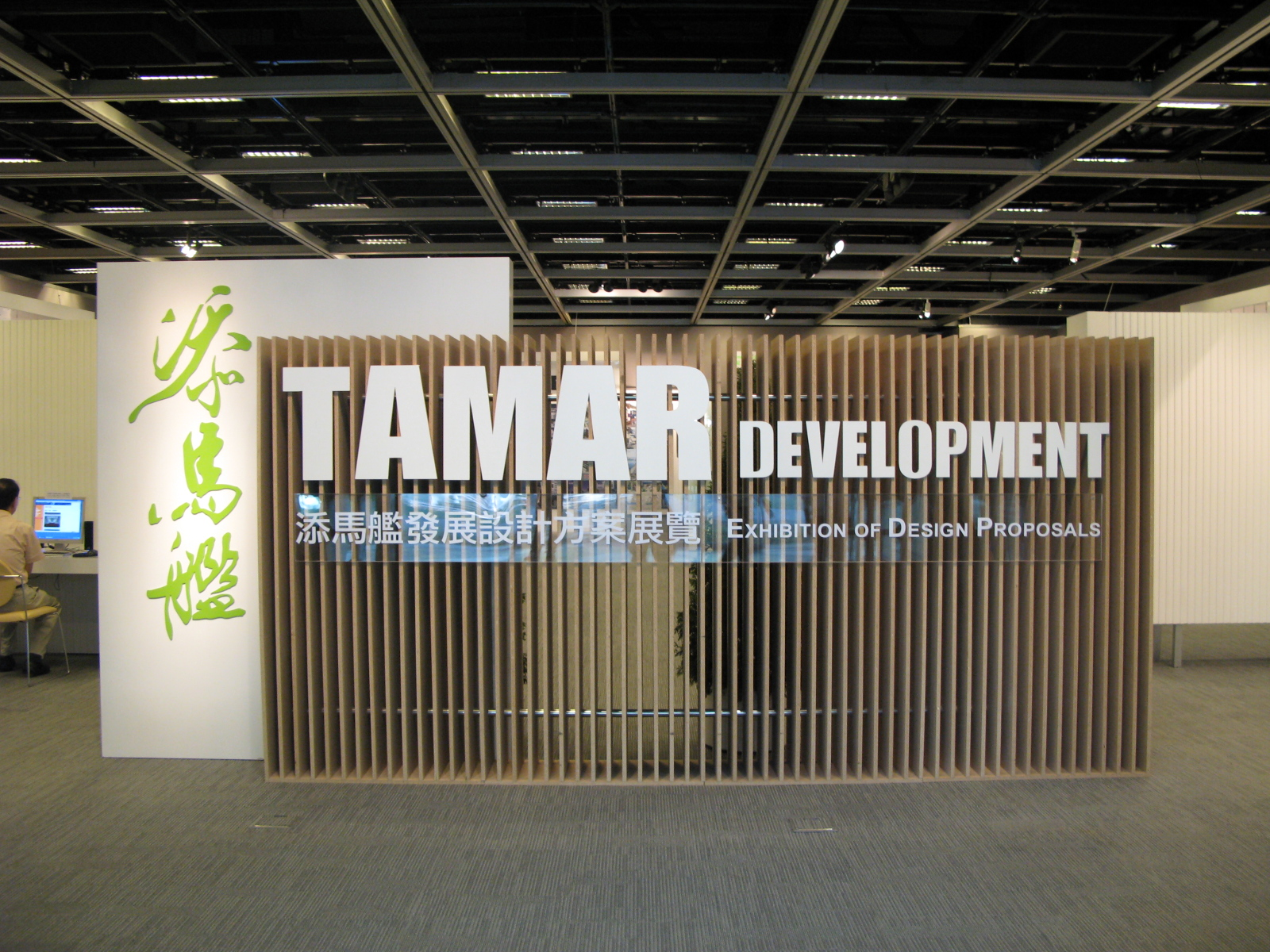
添馬艦發展方案公開展覽

甄選工程承造者的過程分為兩個階段。首階段是預審申請者資格，次階段為邀請通過預審的申請者參與投標，最後選出承造者。
早於2002年8月至11月期間，政府已開始了資格預審階段。在這個階段中，政府會選出不多於5個具有設計、管理、財務及技術方面能力的申請者，邀請他們參與投標。當時評審委員會共接獲8份申請，最後於12月18日選出其中5間機構。然而，由於工程於2003年暫時擱置，這次資格預審亦宣告無效。2005年底，政府重新啟動甄選程序。首個階段於2005年12月20日至2006年3月14日重新進行。這次評審委員會收到4份資格預審申請，並於2006年5月15日通過全數預審申請。
投標階段於2006年9月29日開始，原定2007年1月26日結束，其後延長至同年2月16日。4個通過預審資格的投標者均有參予這次投標，分別如下：
- 金門—協興建築聯營 （設計A）
- 嘉華國際－華潤創業營造添馬聯營 （設計B）
- 瑞安—保華聯營 （設計C）
- 中國建築—禮頓—有利聯營 （設計D）

添馬艦發展工程評審委員會將全權負責評審標書，以及決定批出合約的工作。委員會主席為政務司司長許仕仁，成員包括范徐麗泰、劉健儀、龍炳頤、黎年及劉吳惠蘭。評審時會考慮多項因素，其中規劃、可持續發展、環保、功能、技術，以及設計和美觀方面總分的6成，價格因素則佔4成。
由於這項工程的獨特性和重要性，為提高公眾參予程度，政府決定破例在標書評審階段，參考西九龍文娛藝術區發展計劃的經驗，加入公開展覽部份，安排4家投標者公開展示設計模型，讓公眾提出意見，並經由獨立顧問香港理工大學公共政策研究所整理和分析，供讓評審委員會在進行最後甄選前參考。公開展覽分別於2007年3月28日至4月24日及4月28日至5月27日期間，先後於香港島金鐘道政府合署高座大堂及九龍尖沙咀九龍公園內的香港文物探知館專題展覽廳舉辦。
2007年7月17日，添馬艦發展工程評審委員會公佈標書評審結果。由於金門—協興聯營提交的「凱旋門」方案（設計A），質素及價格的總分在4個入圍設計中最高，因此政府向該設計的提出者正式批出不具法律約束力的意向書。惟由於設計的部份建築物座落於「公眾休憩用地」，故需要得到城市規劃委員會批准才能作實。2008年1月10日，政府正式向中標承建商金門協興聯營公司，批出總值49.4億元的添馬艦政府總部工程合約，工程於同年2月動工，預計新總部將在2011年5月落成。
據香港理工大學的民意調查顯示，其實中國建築—禮頓—有利聯營提交的「帆船」方案（設計D），在「美觀」、「凸顯香港作為亞洲國際都會形象」、「樹立總部應有形象」、「城市及海濱景觀」和「與鄰近地區連接」等五個環節均排名第一，但「凱旋門」（設計A）只有在「綠化及環保」及「休憩用地」兩個環節排名第一，其餘排名第二。但在計算價格及環保等因素之後，最後由「凱旋門」方案稍為佔優而勝出。

## 設計方案
四組投標者所建議的四個設計方案中，均有不少共通元素。在建築物方面，所有方案採用了大量玻璃幕牆，並且特別增添各式的環境保護設施，例如雙層隔熱屋頂及太陽能光伏板等。此外，所有方案也強調綠化，着重與海旁的中區海濱長廊的連接和融合。所有方案亦標榜「開揚」景觀，並且提供大量休憩用地，突顯香港政府的開放形象、透明度及與市民的聯繫。另一方面，各個設計方案在設計概念及建築物的佈局上，也分別各具不同的特色：

### 設計A（中選者）
設計A由金門—協興聯營提出，由嚴迅奇負責設計，由以門為主題，口號是「門常開、地常綠、天復藍、民永繫」。政府總部大樓高座採用「開敞的大門」為設計，中間位置留有一條直達海邊的草坪，象徵通達和開放。低座為「伸展的立方」，象徵端莊、持恆與前瞻。而立法會大樓就是「玻璃圍合的圓錐」，象徵透明、包容及充滿創意動力。環保設計方面，建築物採用綠色屋頂、雙層隔熱屋頂、太陽能光伏板，以及冷熱空氣自然置換通風系統，並配合自然通風的高樓底設計。

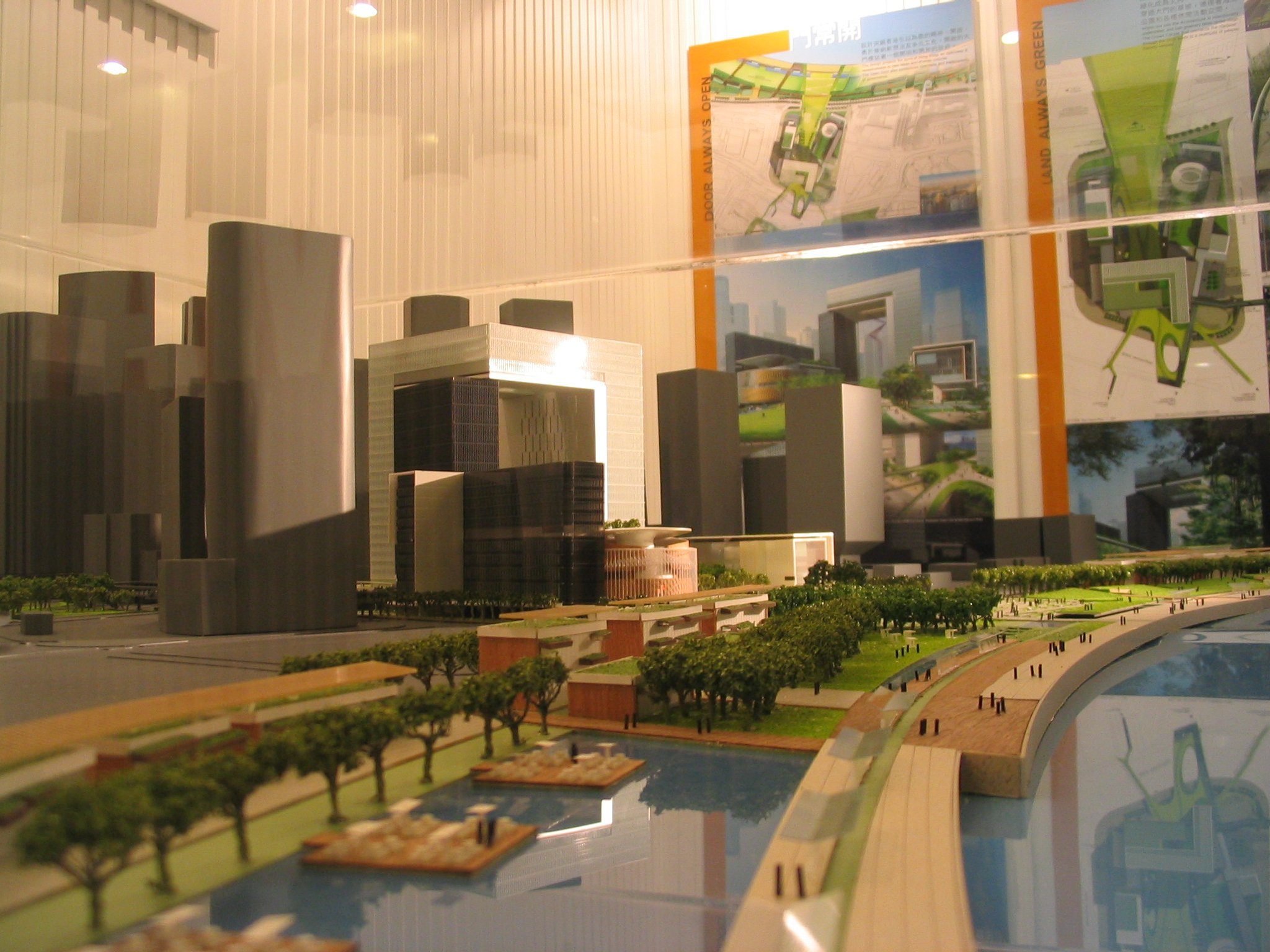
設計A模型圖片
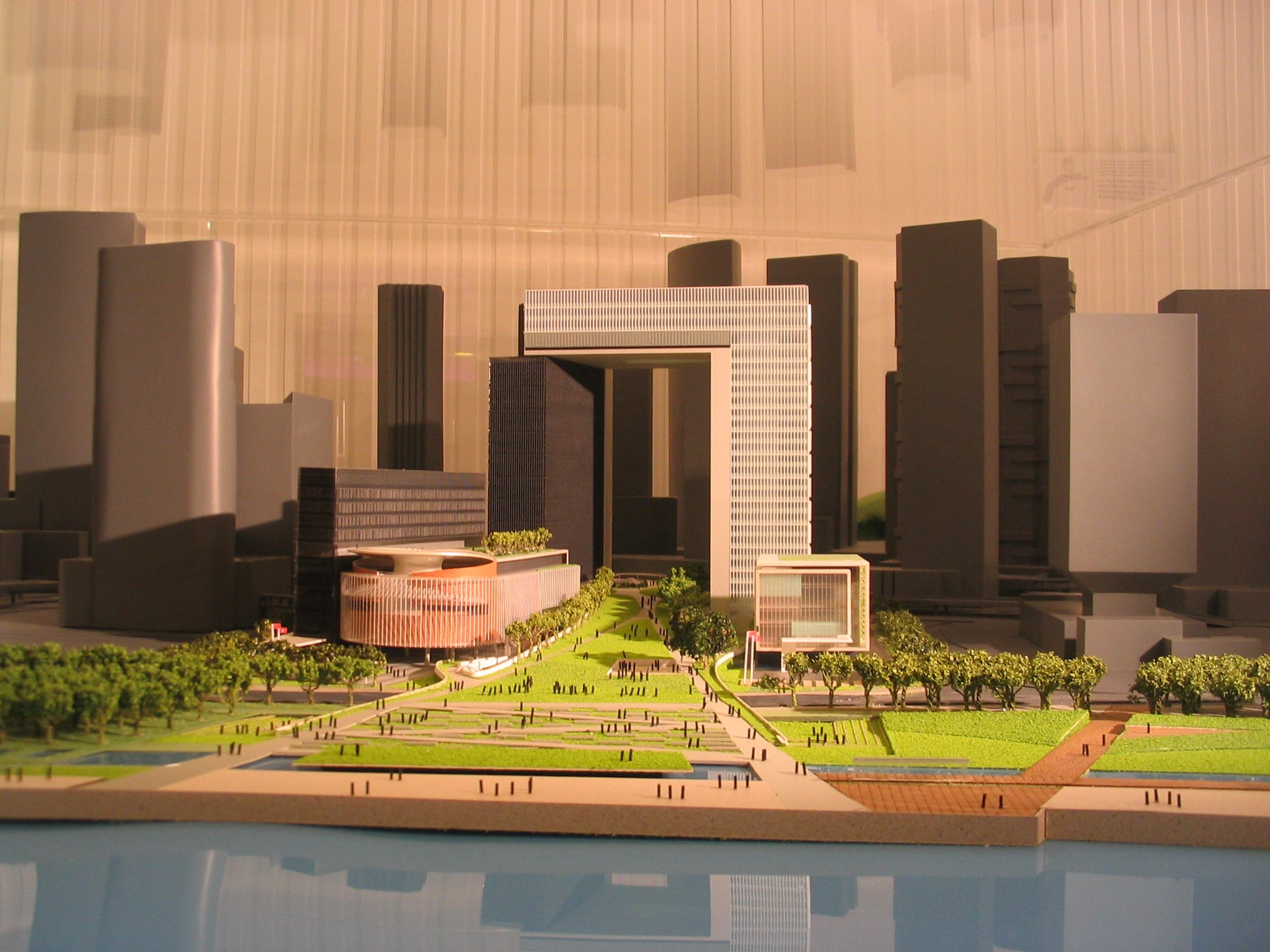
設計A模型圖片（正面）
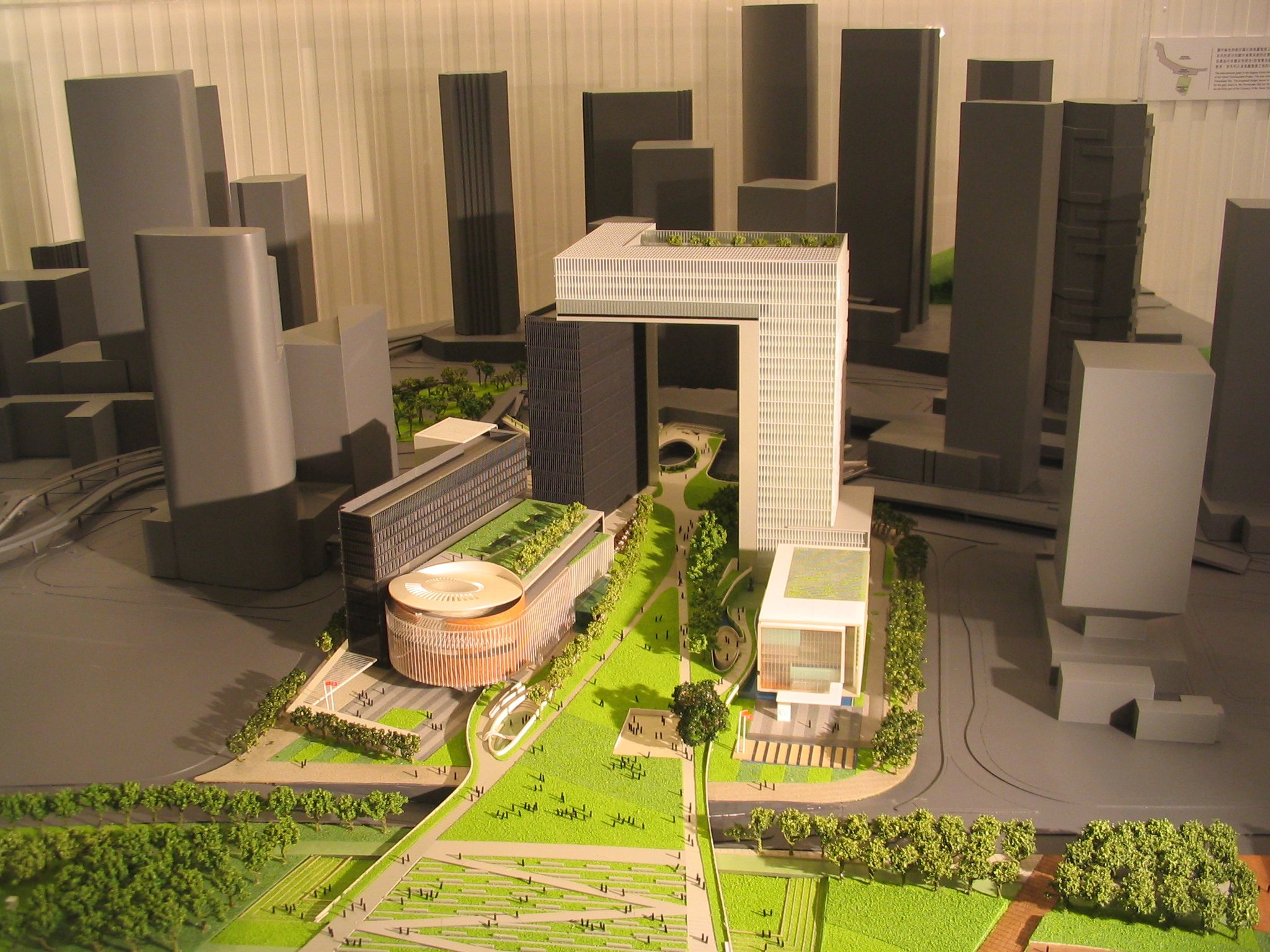
設計A模型圖片（園林）

### 設計B
設計B由嘉華—華潤（營造添馬）聯營提出，以和諧為設計理念，配合風水學的佈局，以帶出「開明政府、開闊空間、共融共享」的構思。政府總部大樓高座的設計，採用線條鮮明的幾何圖案以及長方形樓體，以突顯和諧。低座大樓運用正方形設計，配以石材底座，以展示政府的辦事效率及穩定性。立法會大樓運用大量玻璃，構成高透明度的玻璃建築物，象徵獨立及莊嚴。政府總部外圍有一道120米長、約5米高的水幕，有如瀑布景觀，除了給人開放的感覺，也起保安作用。公眾休憩用地方面，設計將設有香港首個城市森林，除了栽種400棵成齡樹，也會提供如歐洲式花園的灌木叢。

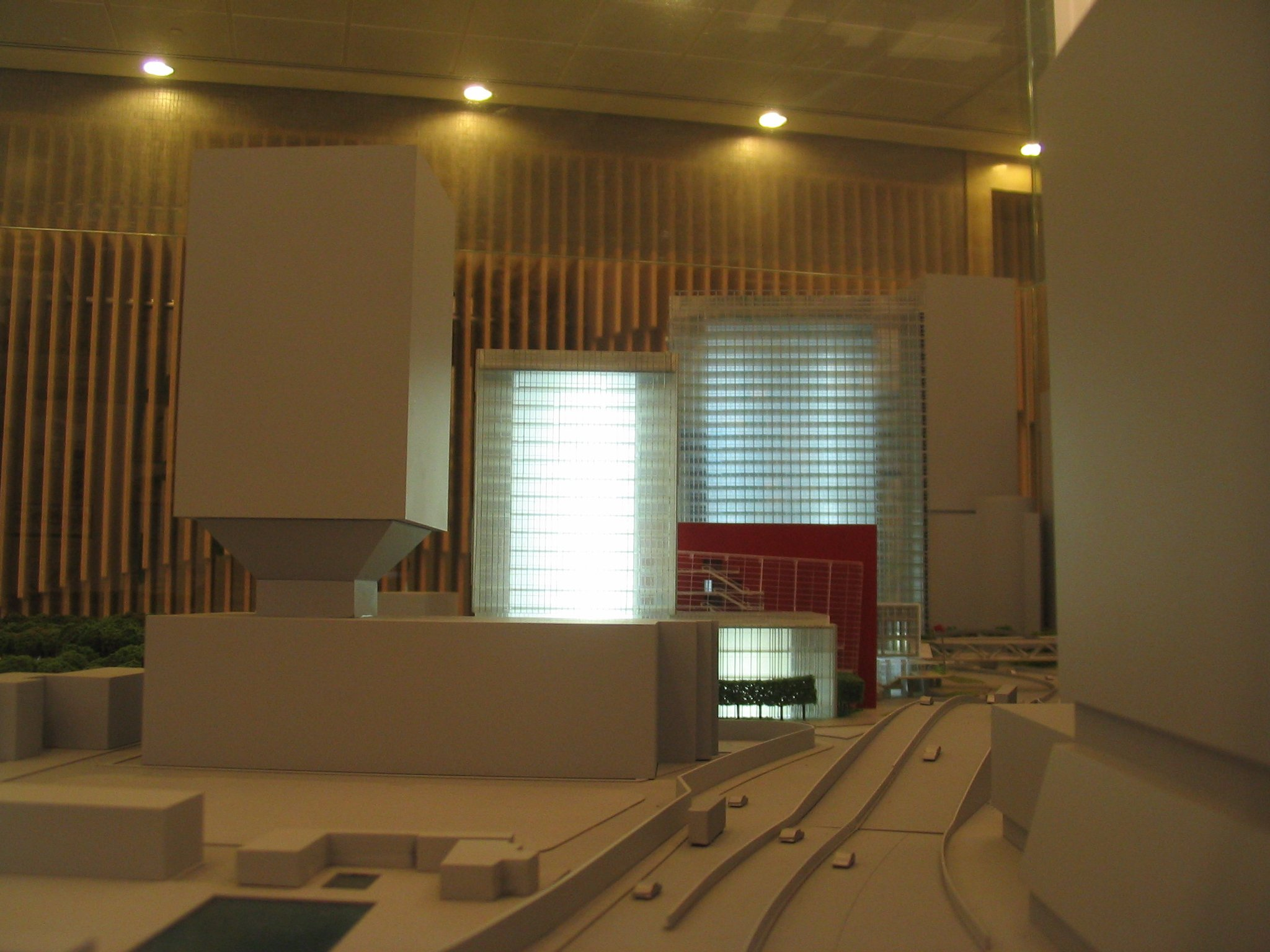
設計B模型圖片
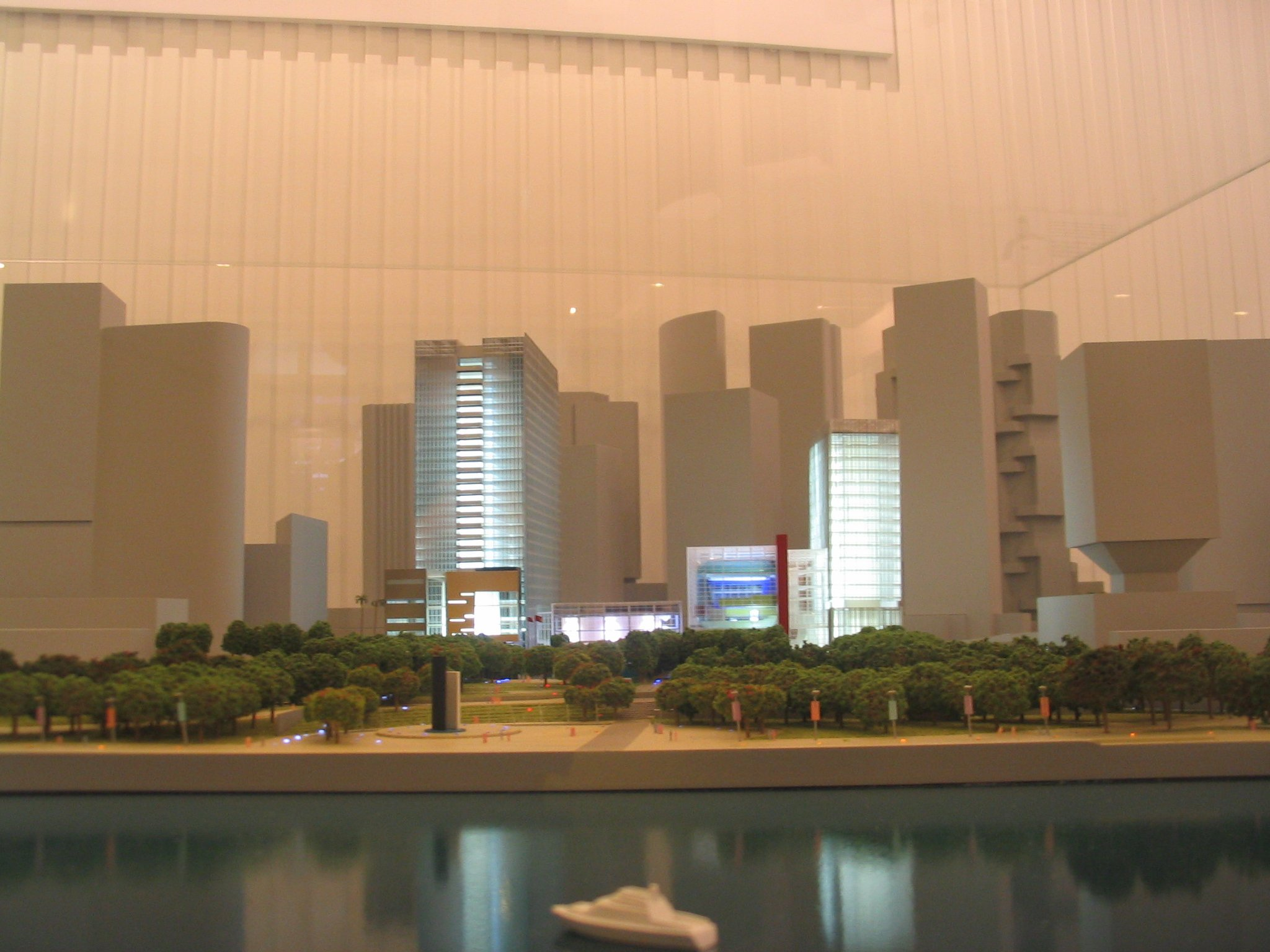
設計B模型圖片（正面)
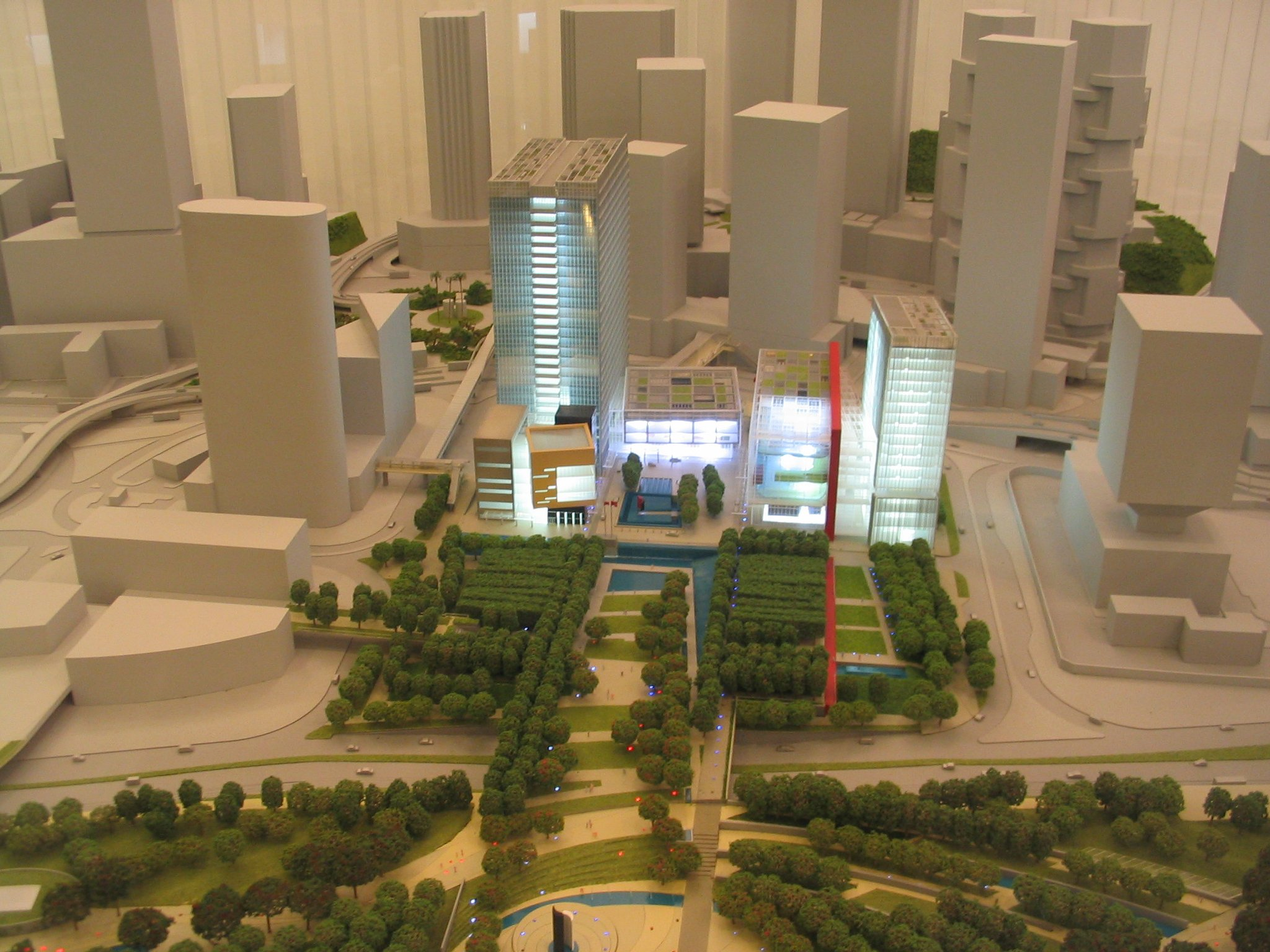
設計B模型圖片（園林）

### 設計C
設計C由瑞安—保華聯營提出，以「公眾的添馬」作為主題，建築物採用動態建築設計，並使用了無柱外框鋼結構以添空間感。在環保設計方面，建築物也設有綠化天台、自然通風雙層幕牆、太陽能及風能發電以及綜合導光及導風器。建築物亦有多條水池包圍。此外，設計包含一條都市綠化走廊，加上通風、通透的建築物佈局，使海景的阻隔減低。

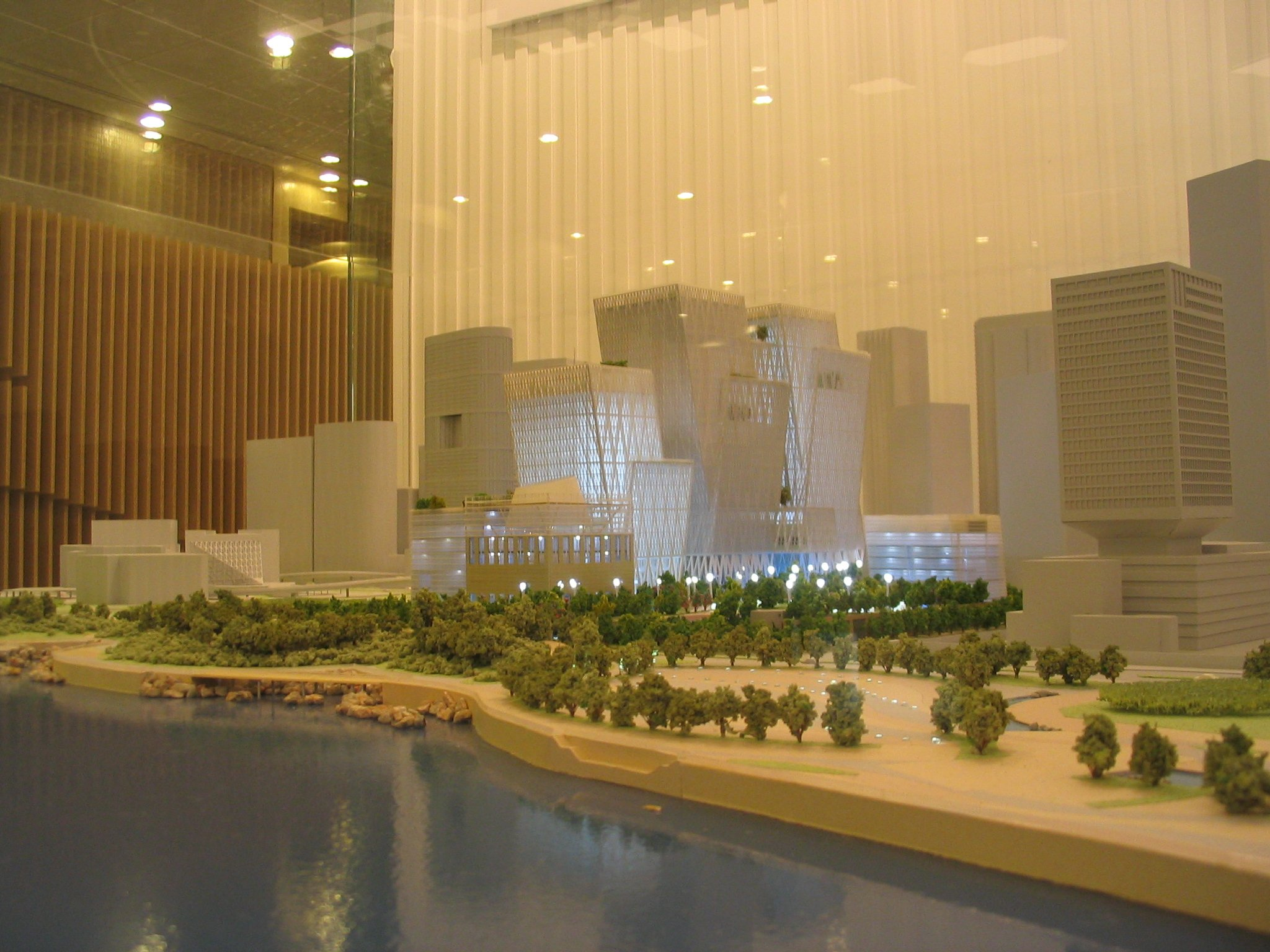
設計C模型圖片
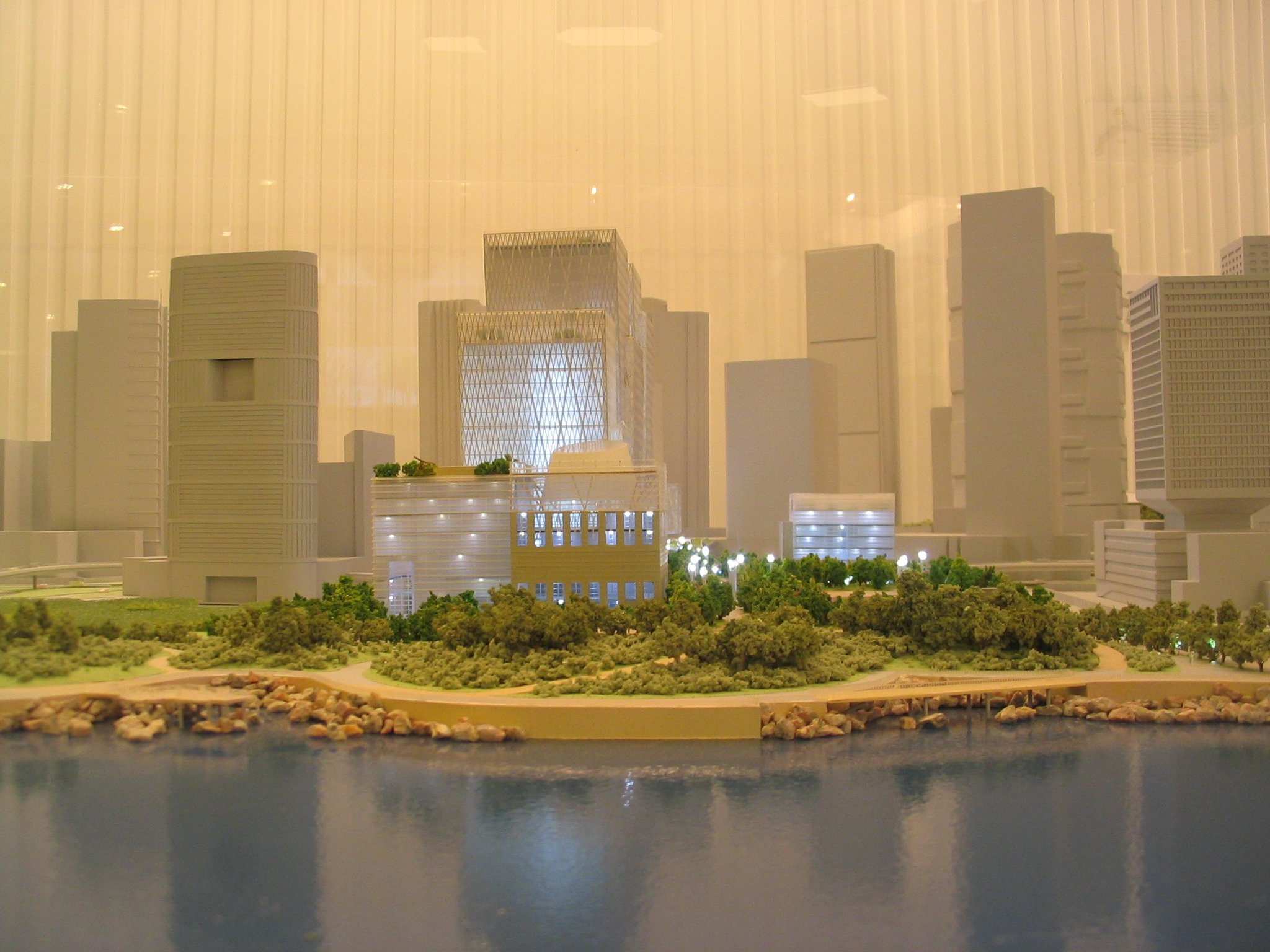
設計C模型圖片（正面）
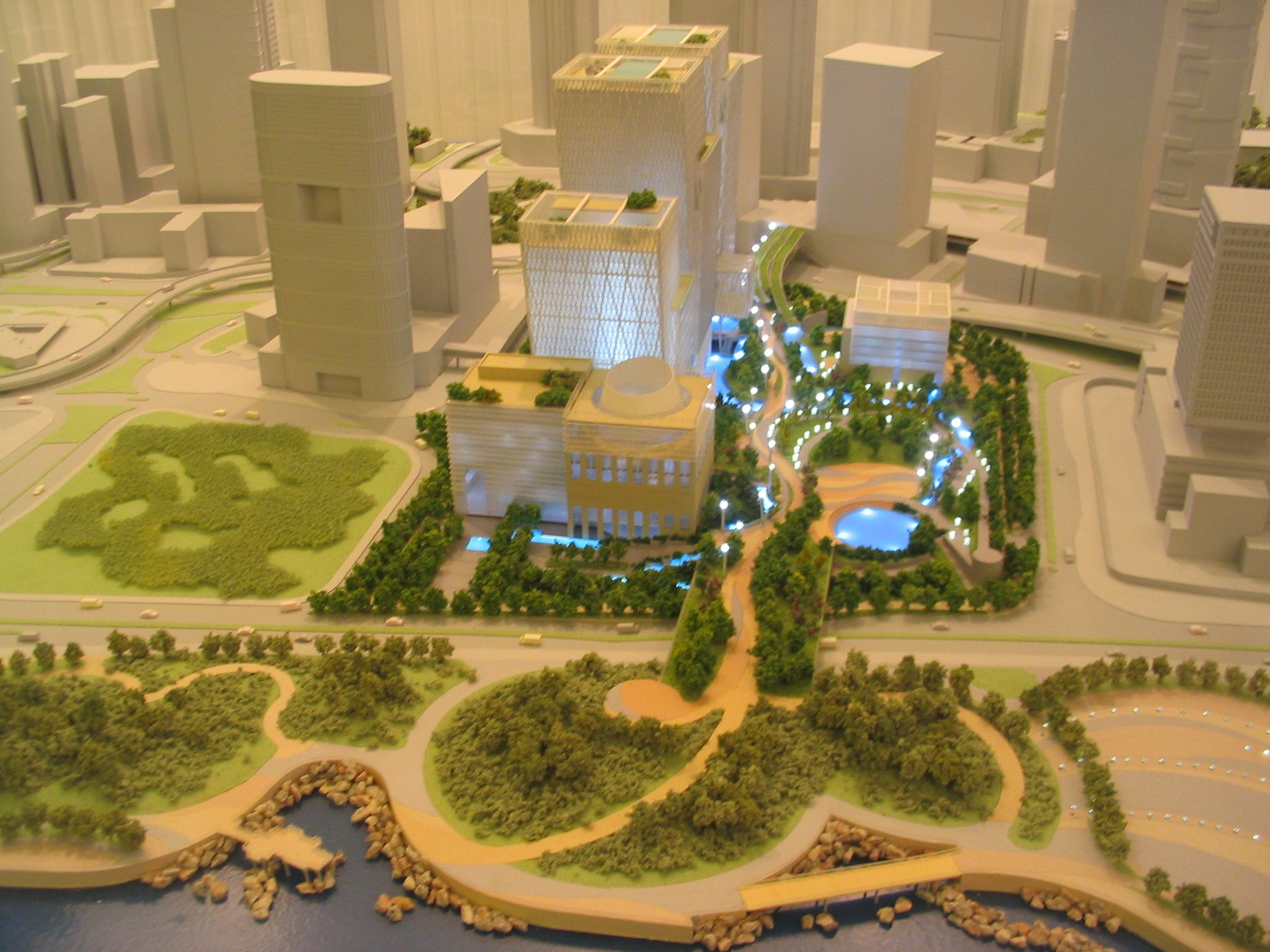
設計C模型圖片（園林）

### 設計D
設計D由中國建築—禮頓—有利聯營提出，由丹尼爾·里伯斯金負責設計，香港象徵之一的帆船作為主題，以政府總部高座大樓及立法會大樓為主帆，低座大樓作掌舵。大樓的佈局以象形文字「舟」字為概念，寓意行政及立法互相協作，使香港前景一帆風順。立法會大樓呈珍珠形狀，以配合香港有「東方之珠」之稱，並突出其獨立形象。而政府總部大樓外牆及室內，則採用了大量玻璃的透視設計，以顯出香港社會更開明和開放。環保設計上，建築物融合了空中花園的設計，並配合全面性的環保節能規劃。休憩用地方面，會廣種2萬棵樹木，包括香港名稱起源牙香樹及香港市花洋紫荊，更擬於海邊興建一座空中迴廊。

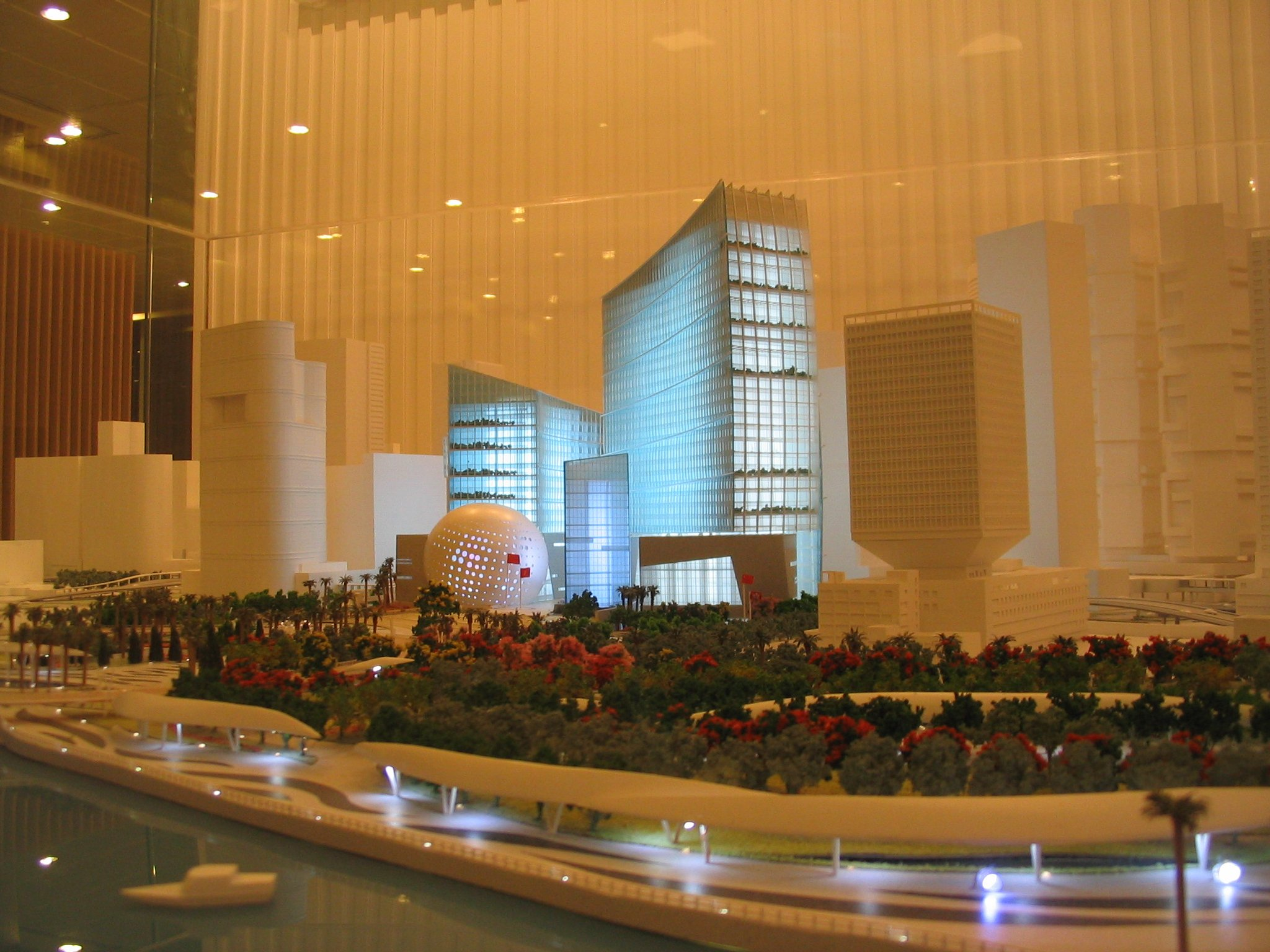
設計D模型圖片
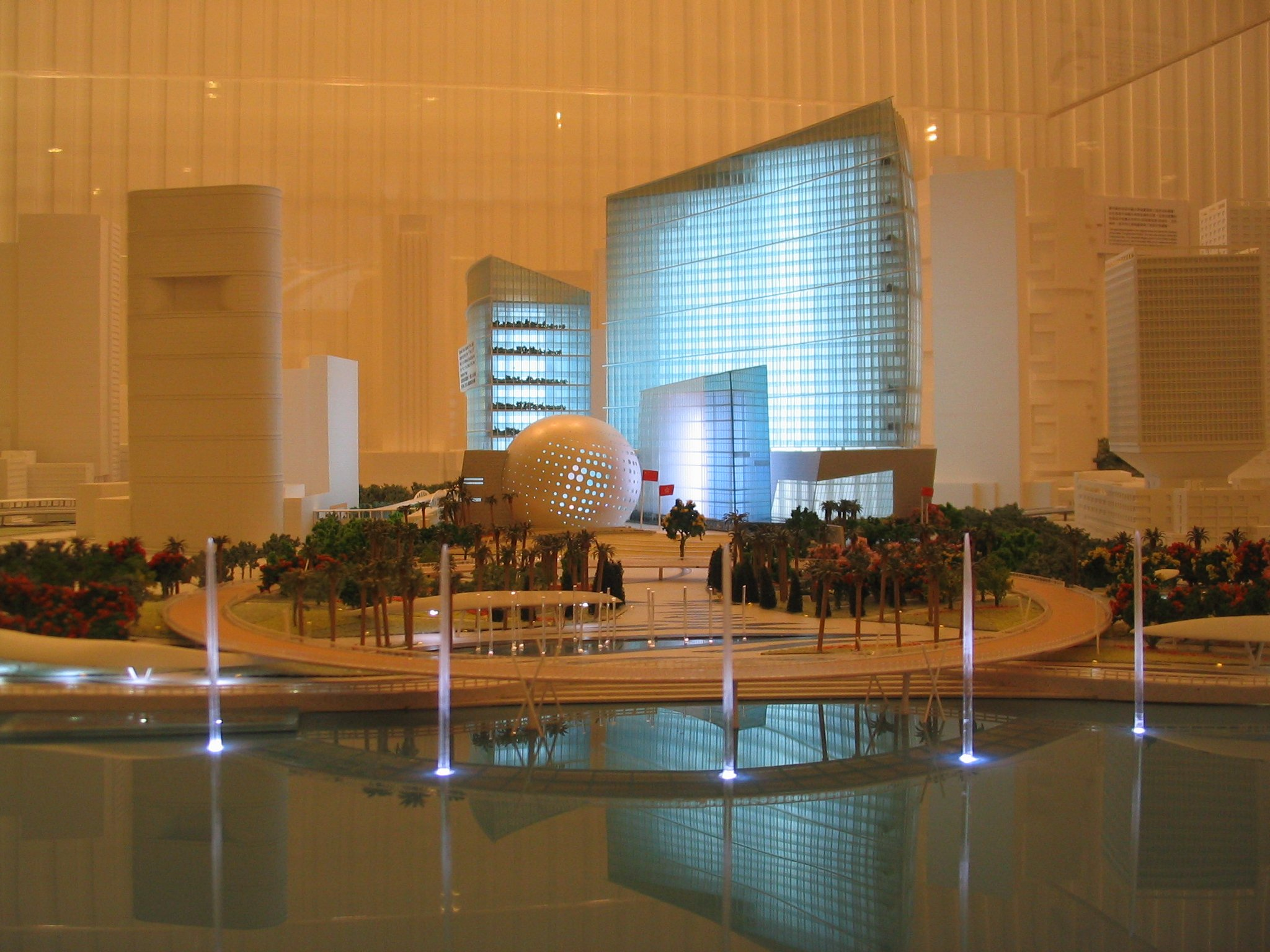
設計D模型圖片（正面）
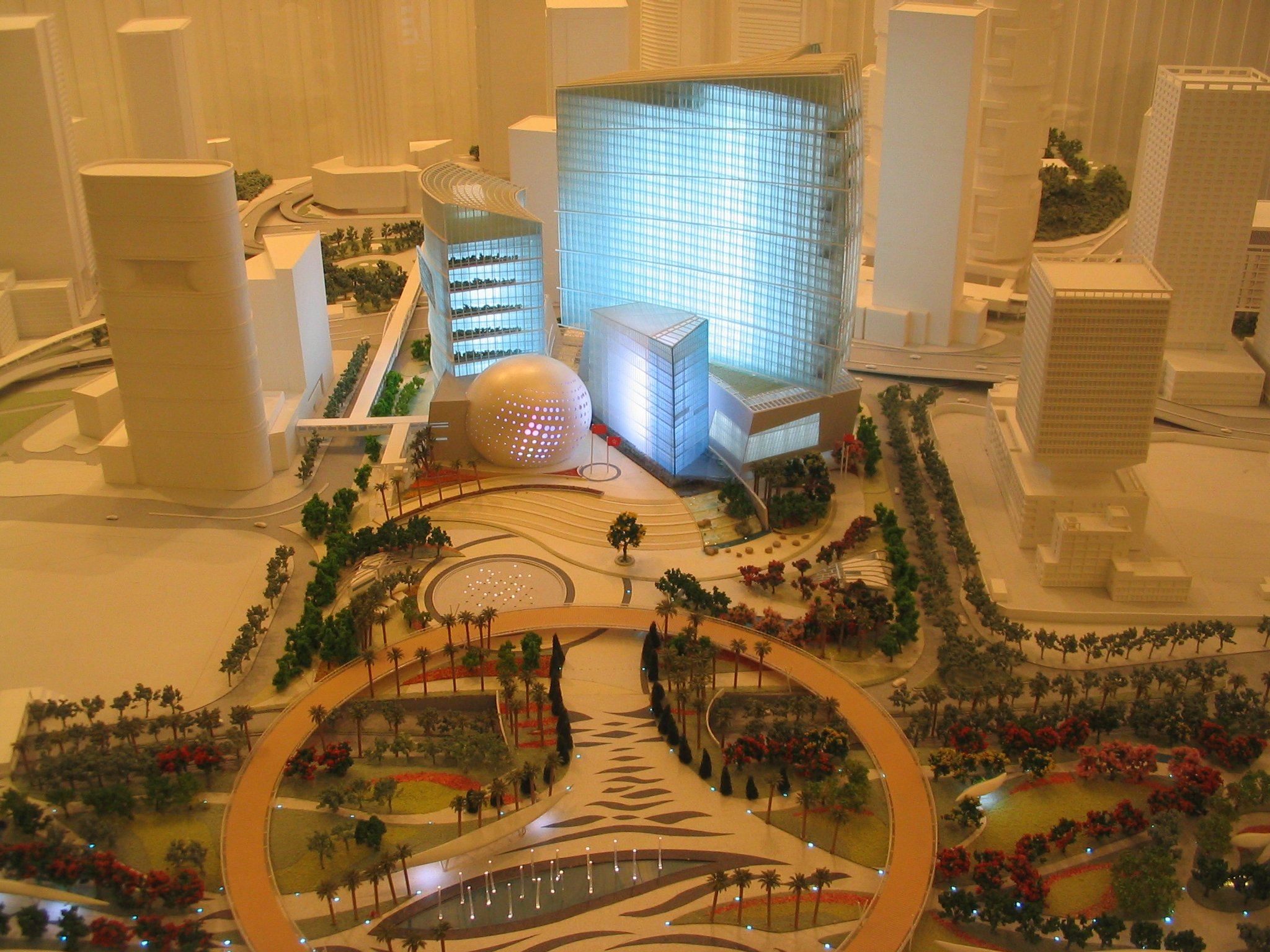
設計D模型圖片（園林）

## 效益
根據2002年時的估值，添馬艦發展工程所佔用的地皮約值110至120億港元。政府決定放棄拍賣地皮，機會成本相當高昂；惟添馬艦發展工程具有多項長遠的正面效益。包括：中區政府合署空間有限，當時政府部份辦公室需要租用鄰近的辦公大樓，辦公室位置分散影響運作效率，而且租金昂貴。新政府總部大樓可以將制定政策的部門集中起來，以提高香港政府的整體運作效率，同時省卻了昂貴的租賃費用。此外，當時立法會臨時使用的前最高法院大樓地方早就不敷應用，除了立法會議員辦公室需要分散在附近的辦公大樓外，大樓內也無法在會議廳中增加座位。新立法會綜合大樓可以為到立法會議員和職員提供充足的辦公地方及更為完善的設施，亦可以應付將來的政治事務改革發展，例如擴充議席數目等。另一方面，前最高法院大樓亦可以還原為法院用途，以供香港終審法院使用。休憩用地方面，添馬艦工程連同中區海濱長廊，可以為中環海旁提供約10.8公頃的休憩用地。改善了的休憩用地設計使到海旁一帶更具吸引力及活力，突顯香港作為亞洲國際都會的地位。另一方面，這項工程開設了約2,700個新職位，主要受惠的為香港建造業。

## 各界反應

### 支持
添馬艦發展工程獲多個專業團體支持，包括香港建築師學會、香港測量師學會、香港規劃師學會及香港工程師學會等，認同香港政府所提出的效益。政黨方面，民主黨在成功爭取香港政府縮減發展規模及限制發展高度後，決定支持計劃。自由黨亦同樣認為香港政府回應了香港市民的要求，故此支持計劃。民建聯在2006年3月時，曾經堅持新政府總部的選擇地址為啟德，其後立場改變，表示順從民意，後來更支持香港政府的計劃。

### 反對
添馬艦發展工程接收到部份地產商反對計劃，認為香港政府應該將地皮拍賣作商業用途以增加庫房的收入，興建新政府總部徒然浪費優質地皮。部分泛民主派立法會議員亦反對計劃，保護維港行動主席郭家麒認為，將添馬艦發展工程強行推動是不明智的決定。此外，保護維港行動聯同公民黨、梁國雄議員及保護海港協會主席徐嘉慎質疑添馬艦用地含有二噁英。而公民黨更認為工程造價昂貴，表示強烈反對計劃。

## 工程進度

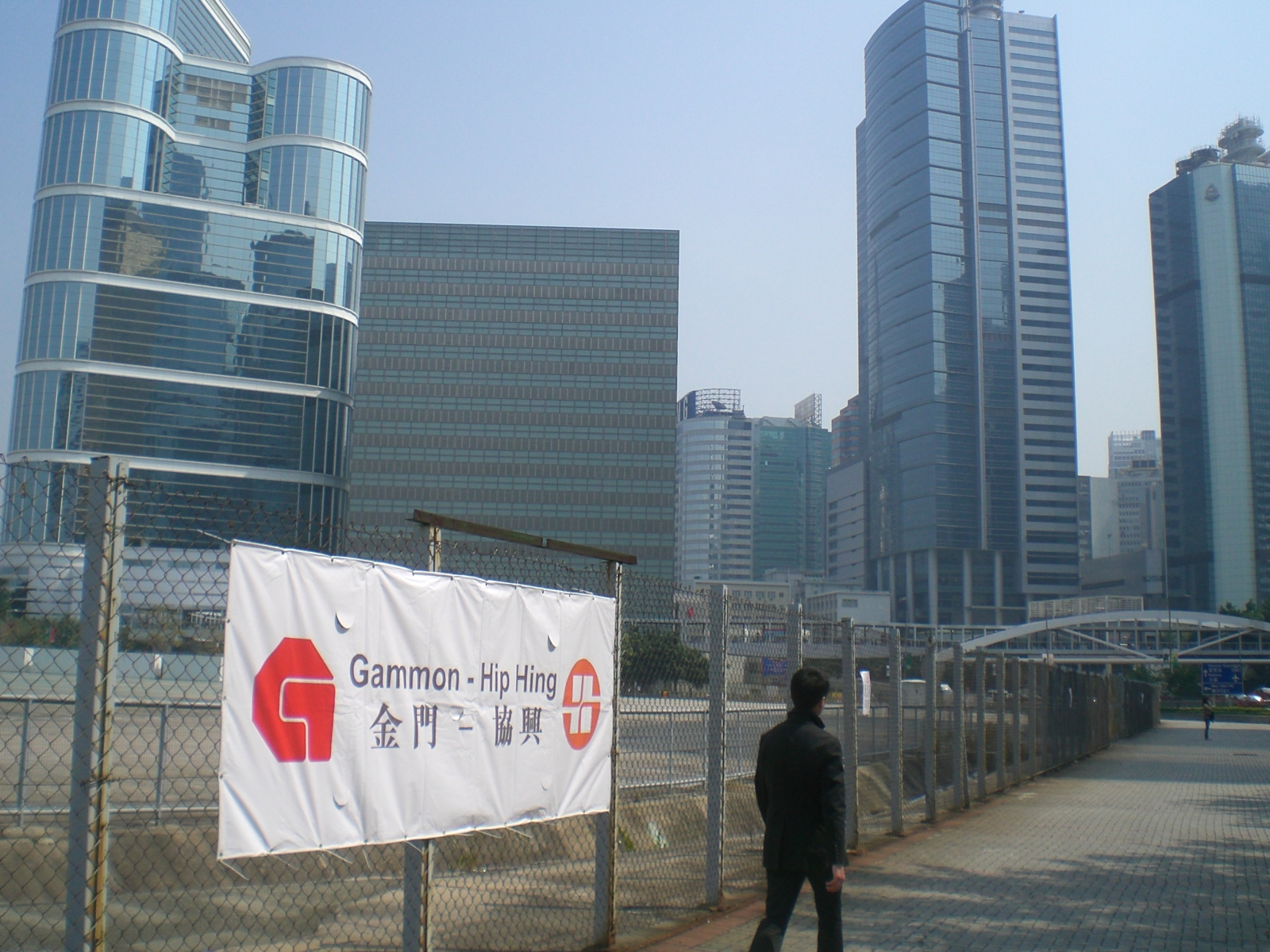
2008年2月
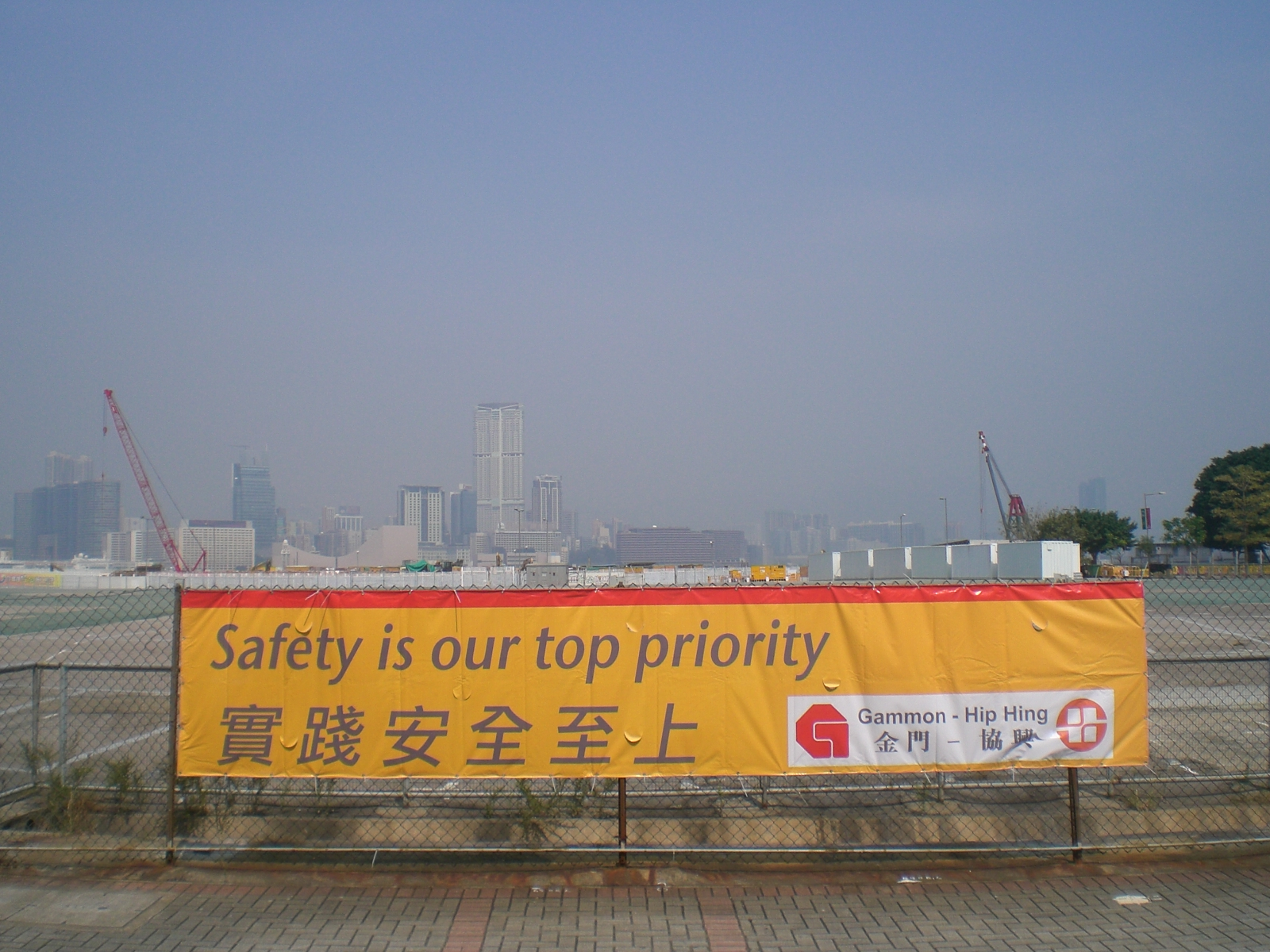
2008年2月(2)
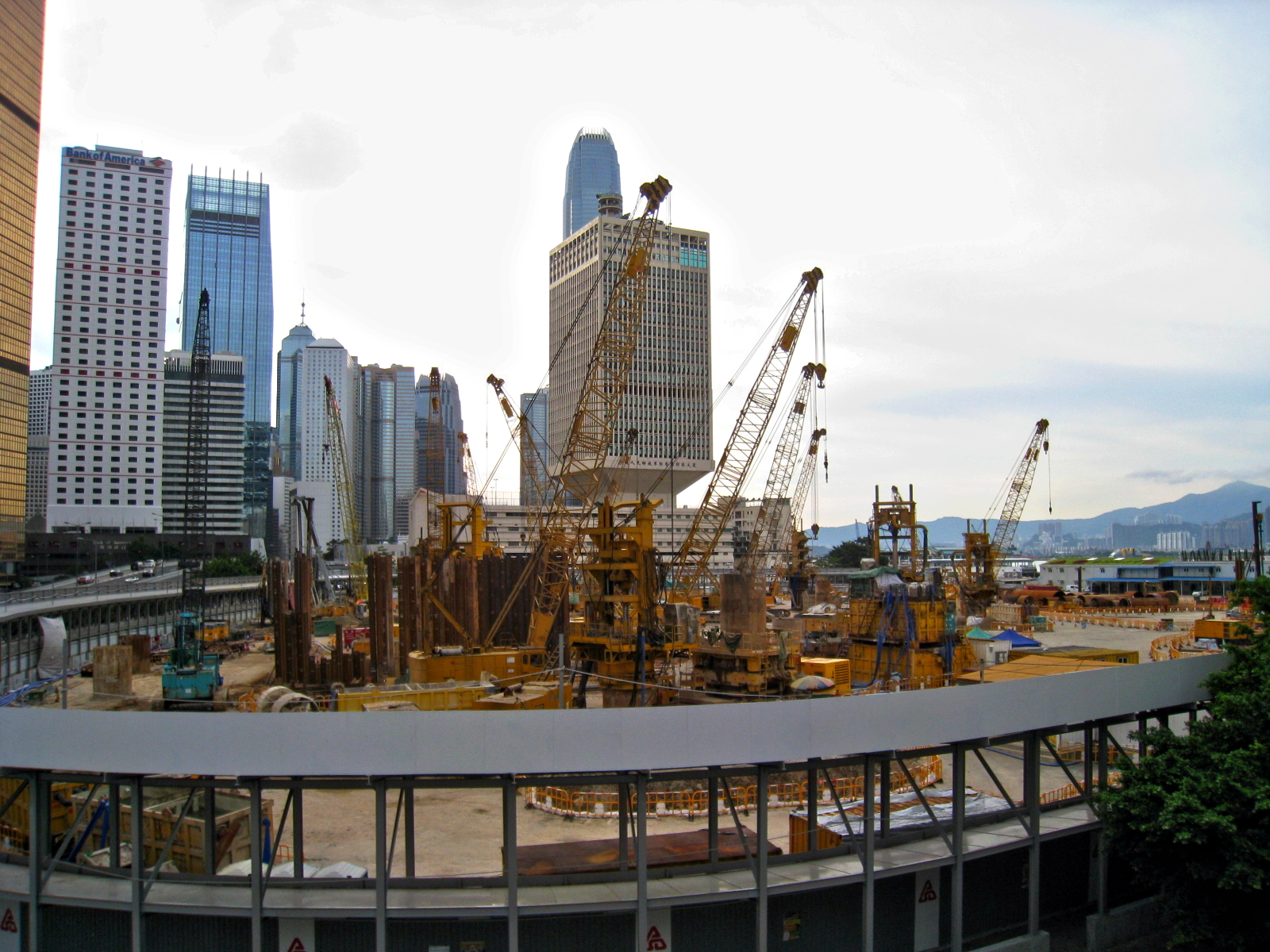
2008年8月
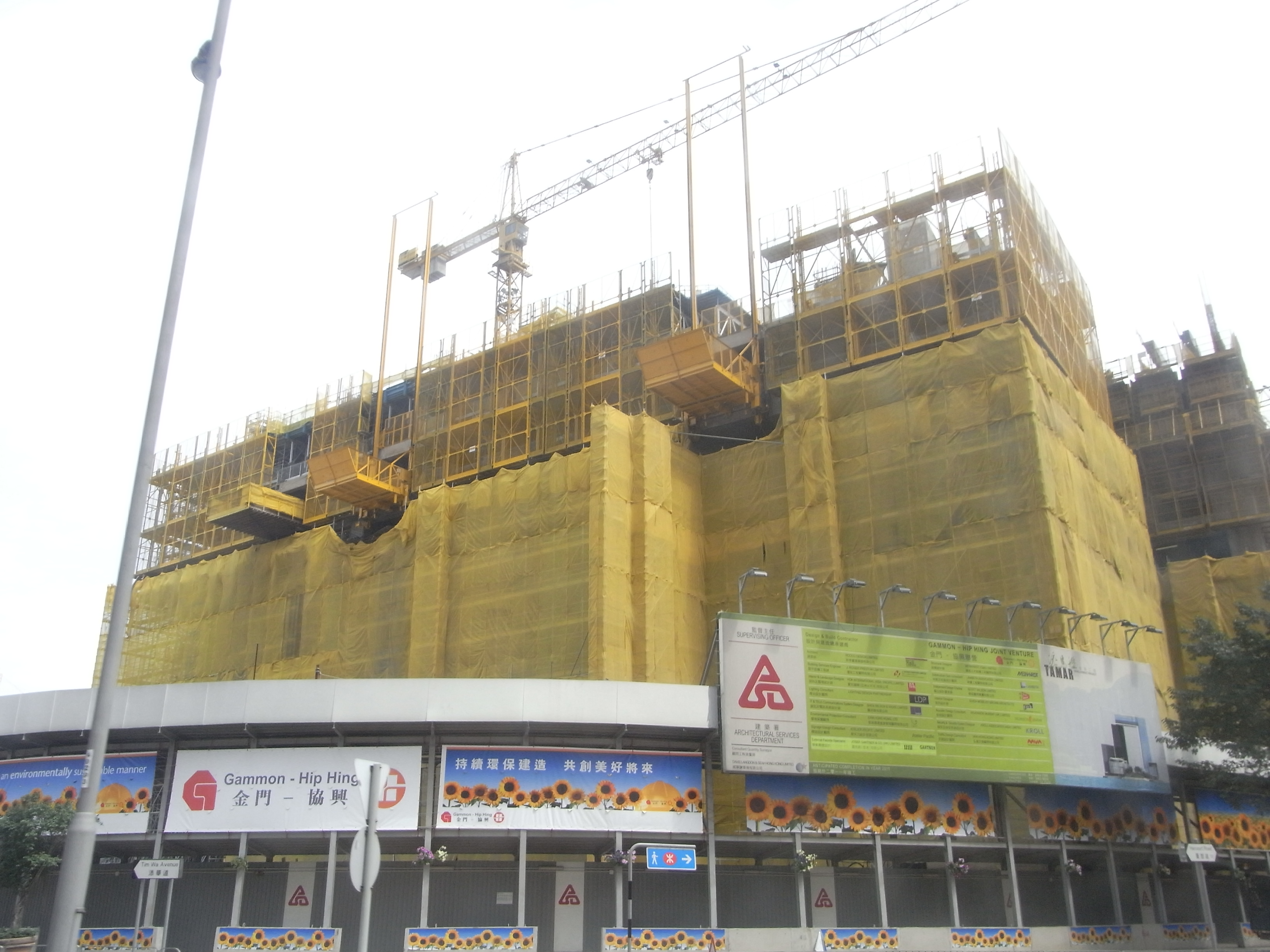
2010年2月
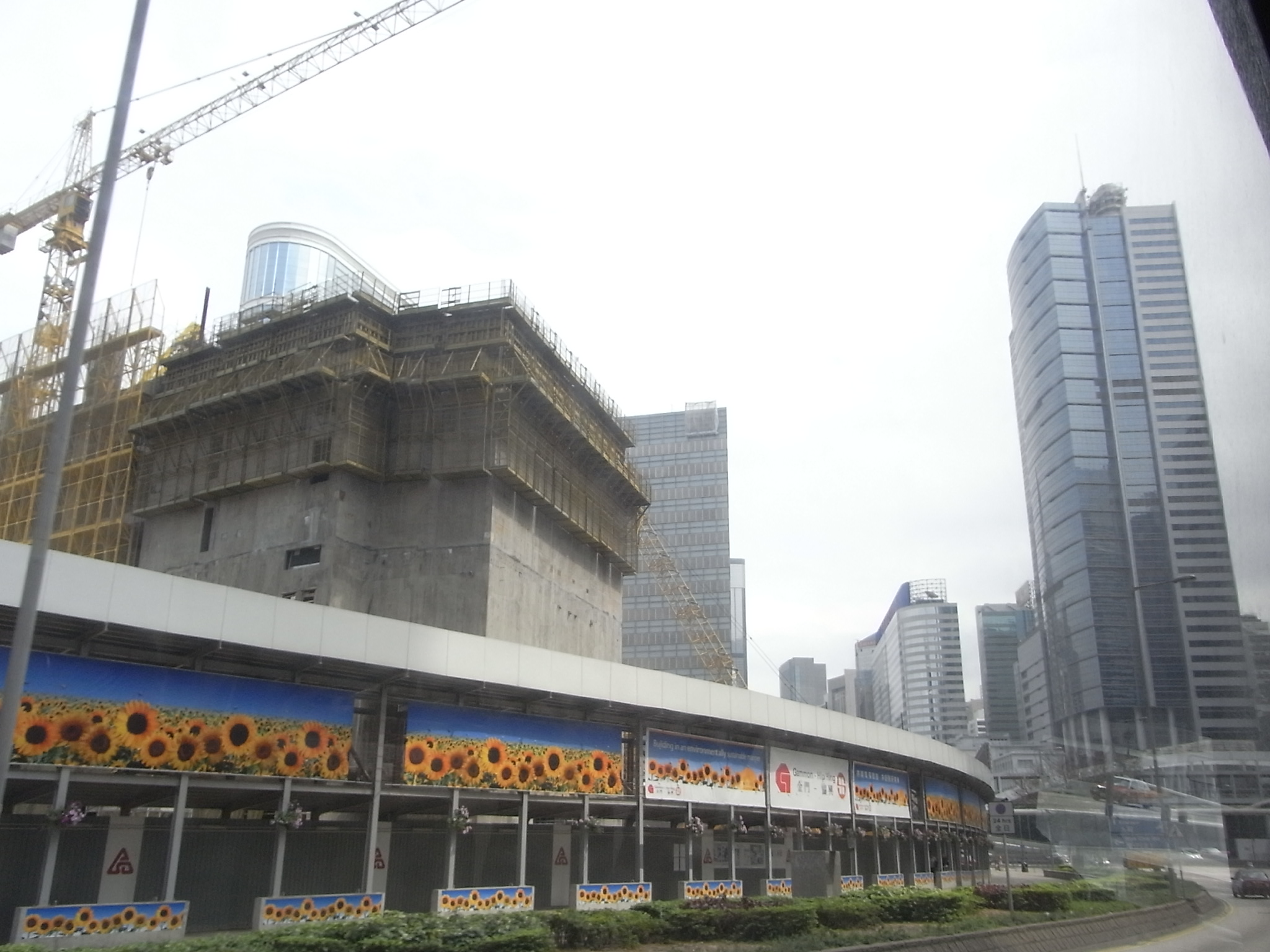
2010年2月
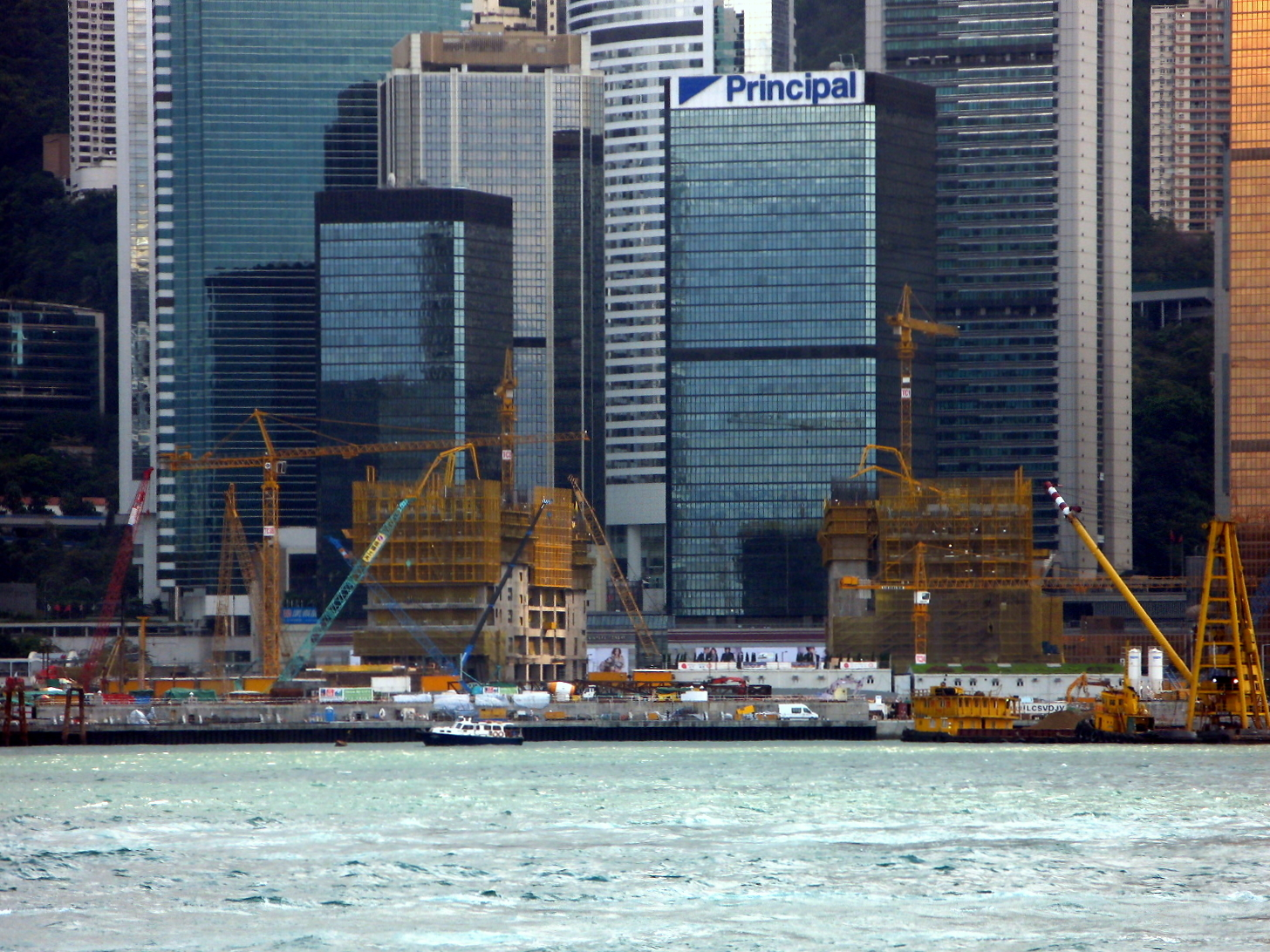
2010年3月
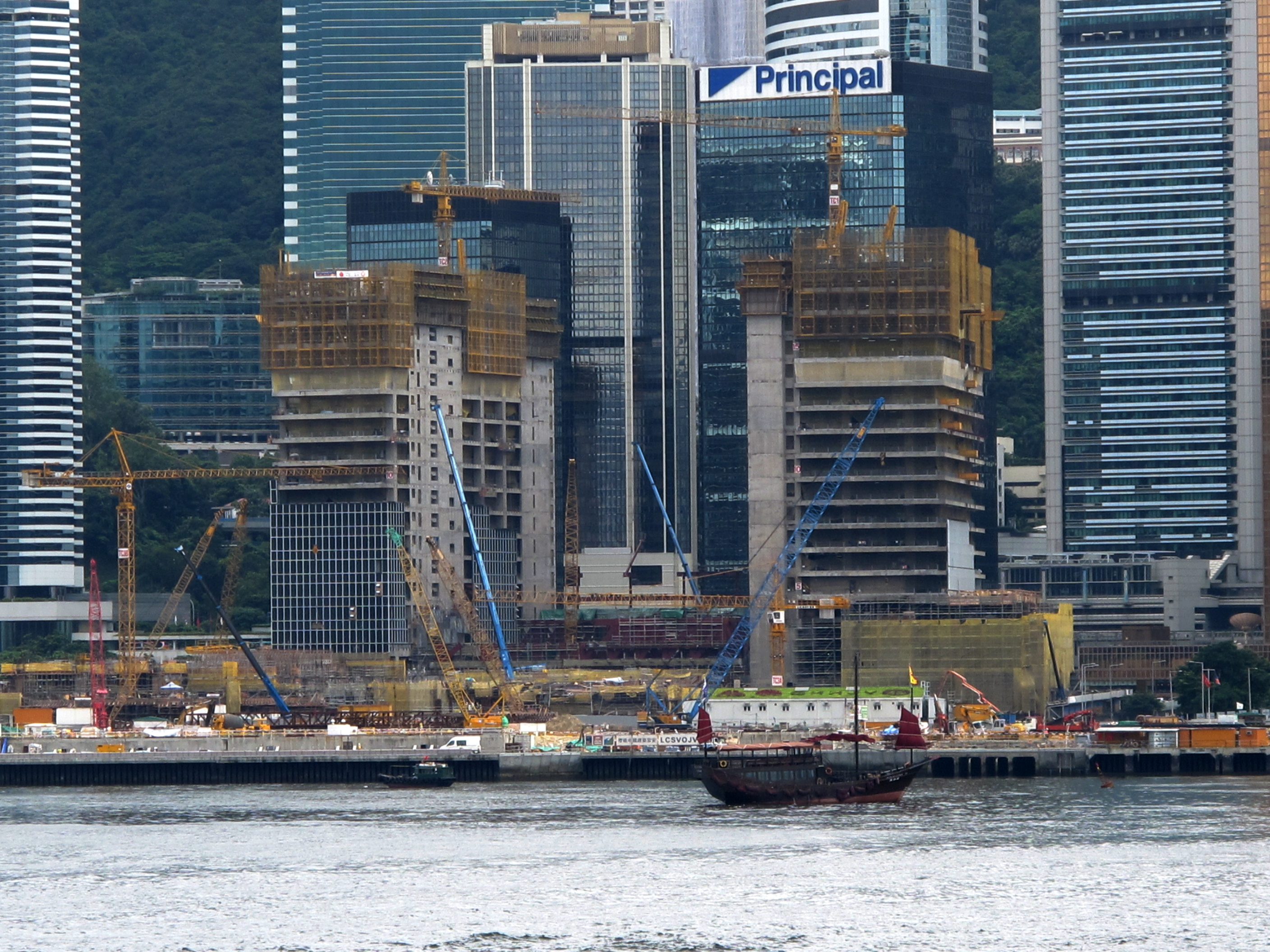
2010年6月
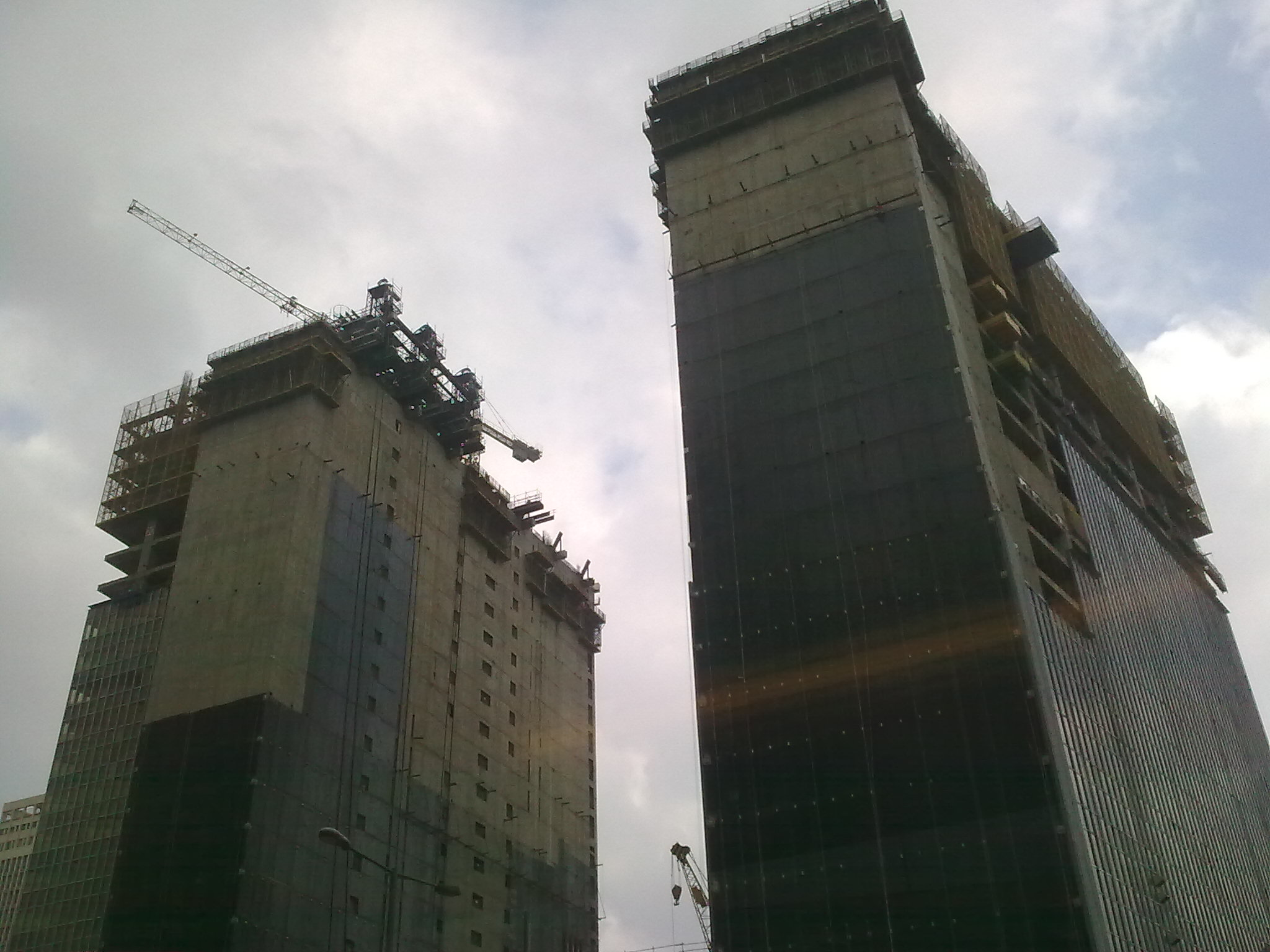
2010年9月
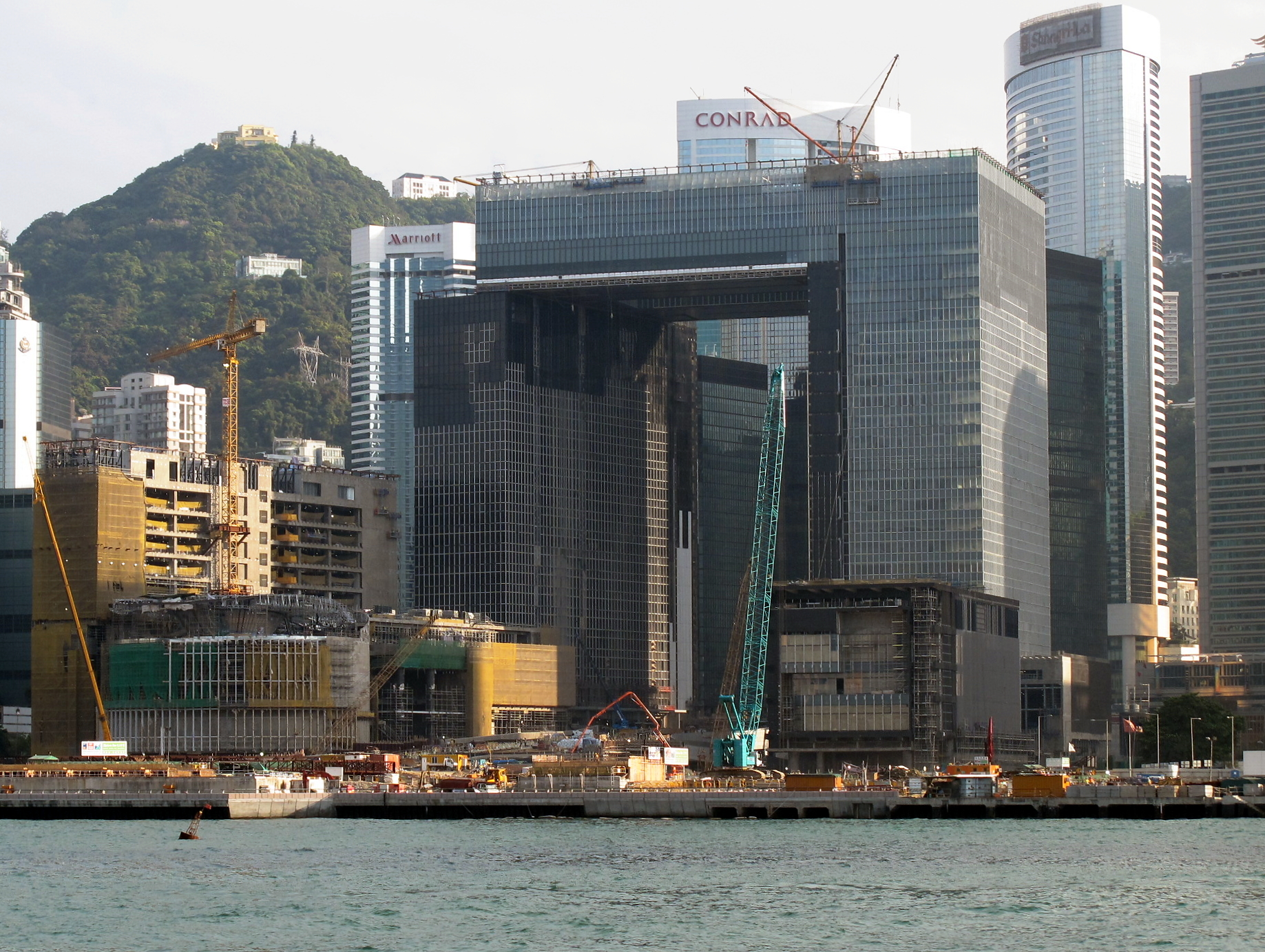
2011年3月
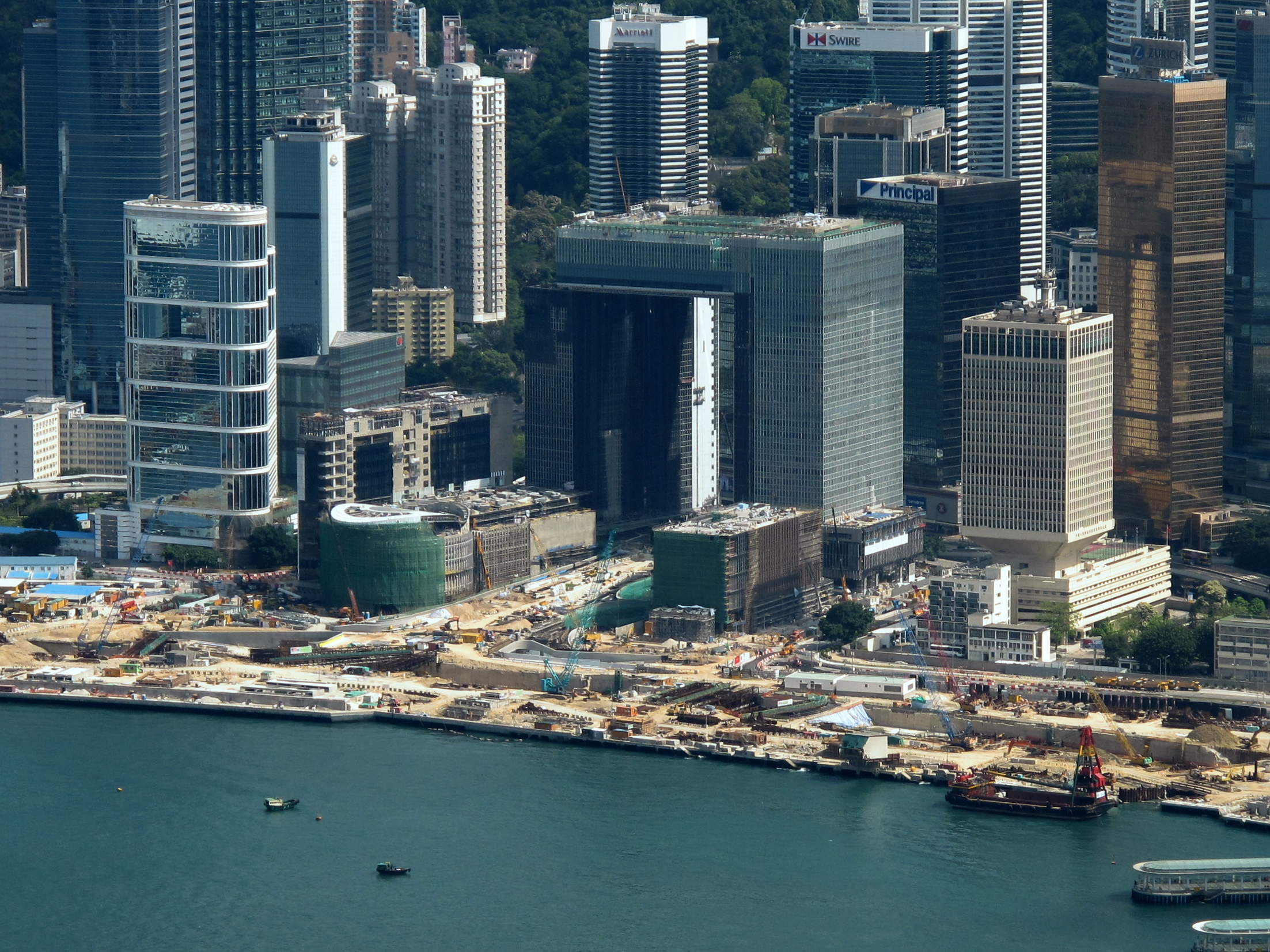
2011年5月
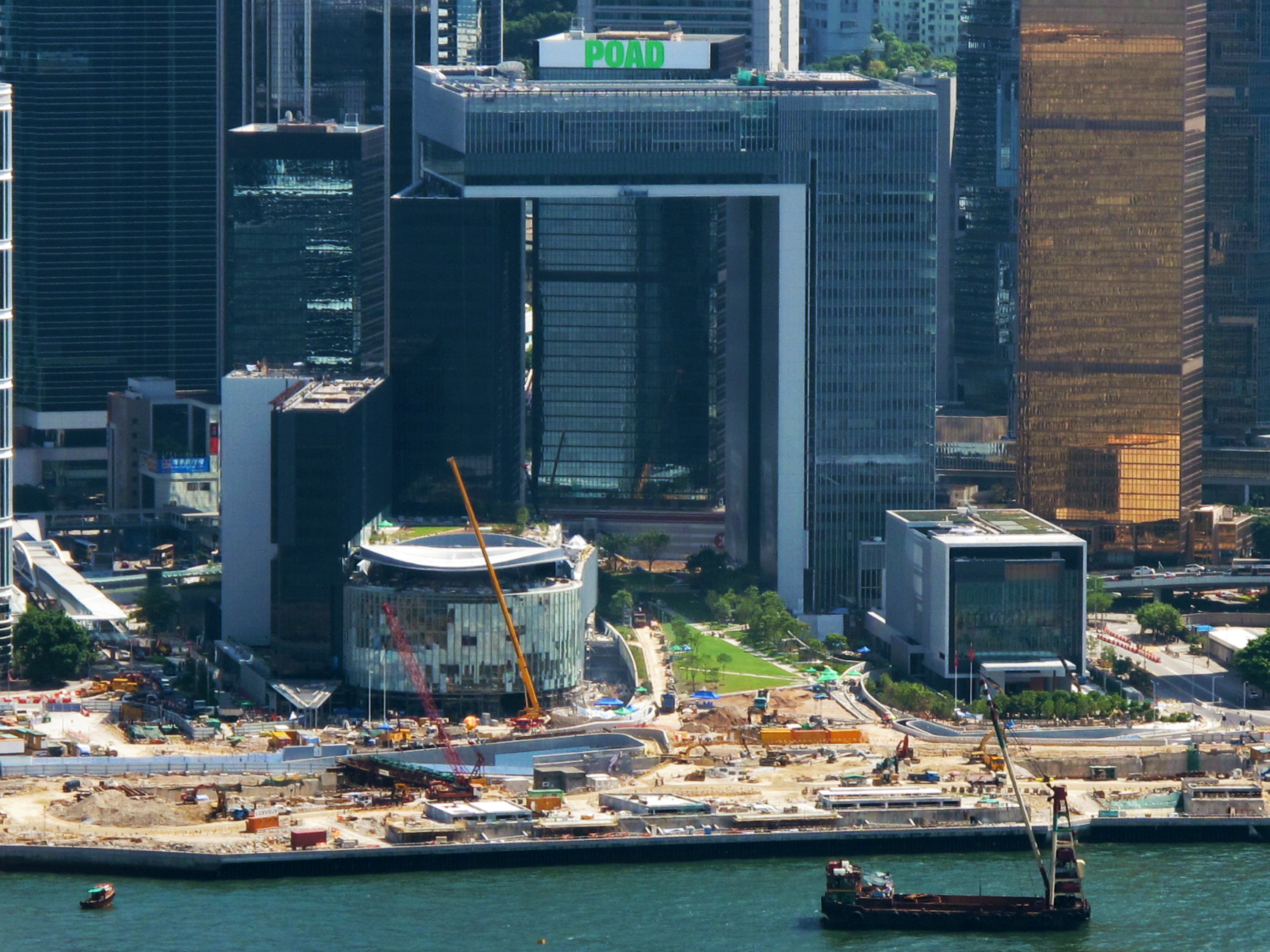
2011年8月

### 引用
1. ↑  . 香港特別行政區新聞公報. 2011-01-25. （原始内容存档于2021-01-19）.
2. ↑  . 香港文匯報. 2010-07-17. （原始内容存档于2010-07-21）.
3. ↑  .   [2011-06-27]. （原始内容存档于2021-01-19）.
4. ↑  .   [2011-06-27]. （原始内容存档于2021-01-19）.
5. ↑  新總部將成最環保政府建築 （页面存档备份，存于）《明報》，2008年1月11日
6. ↑  帆船設計評分稍高 凱旋門環保終勝出 （页面存档备份，存于）《明報》，2008年1月11日
7. ↑  專業界撐添馬艦建總部，《大公報》，2006年4月4日
8. ↑  民主黨表支持郭家麒促轉軚　添馬艦撥款料今獲通過，《蘋果日報》，2006年6月23日
9. ↑  三大黨齊撐政府工務小組表決16：2 添馬艦撥款立會過首關，《大公報》，2006年5月30日
10. ↑  政府興建總部 民建聯堅持新總部選址啟德 的存檔，存档日期2007-09-27.，《星島日報》，2006年3月5日
11. ↑  提七大建議不堅持設總部 民建聯倡東九建政府服務中心，《大公報》，2006年5月27日
12. ↑  添馬工程52億撥款勢可通過，《東方日報》，2006年6月23日
13. ↑  海港協會指海床含污染物，《信報財經新聞》，2006年6月23日
14. ↑  反對添馬建政府新總部　長毛不排除挖泥測二噁英，《蘋果日報》，2006年6月19日
15. ↑  公民黨吹白象抗議造價貴，《新報》，2006年6月24日